# Weingartener Stifterbüchlein
Das Weingartener Stifterbüchlein (Württembergische Landesbibliothek Stuttgart, Cod. hist. 4° 584) ist eine illuminierte Handschrift, die wohl um 1510 für die Reichsabtei Weingarten in Oberschwaben hergestellt wurde. Der bedeutendste Teil der Sammelhandschrift sind 40 ganzseitige Idealporträts von Mitgliedern der Herrschergeschlechter der Welfen und Staufer.

## Beschreibung

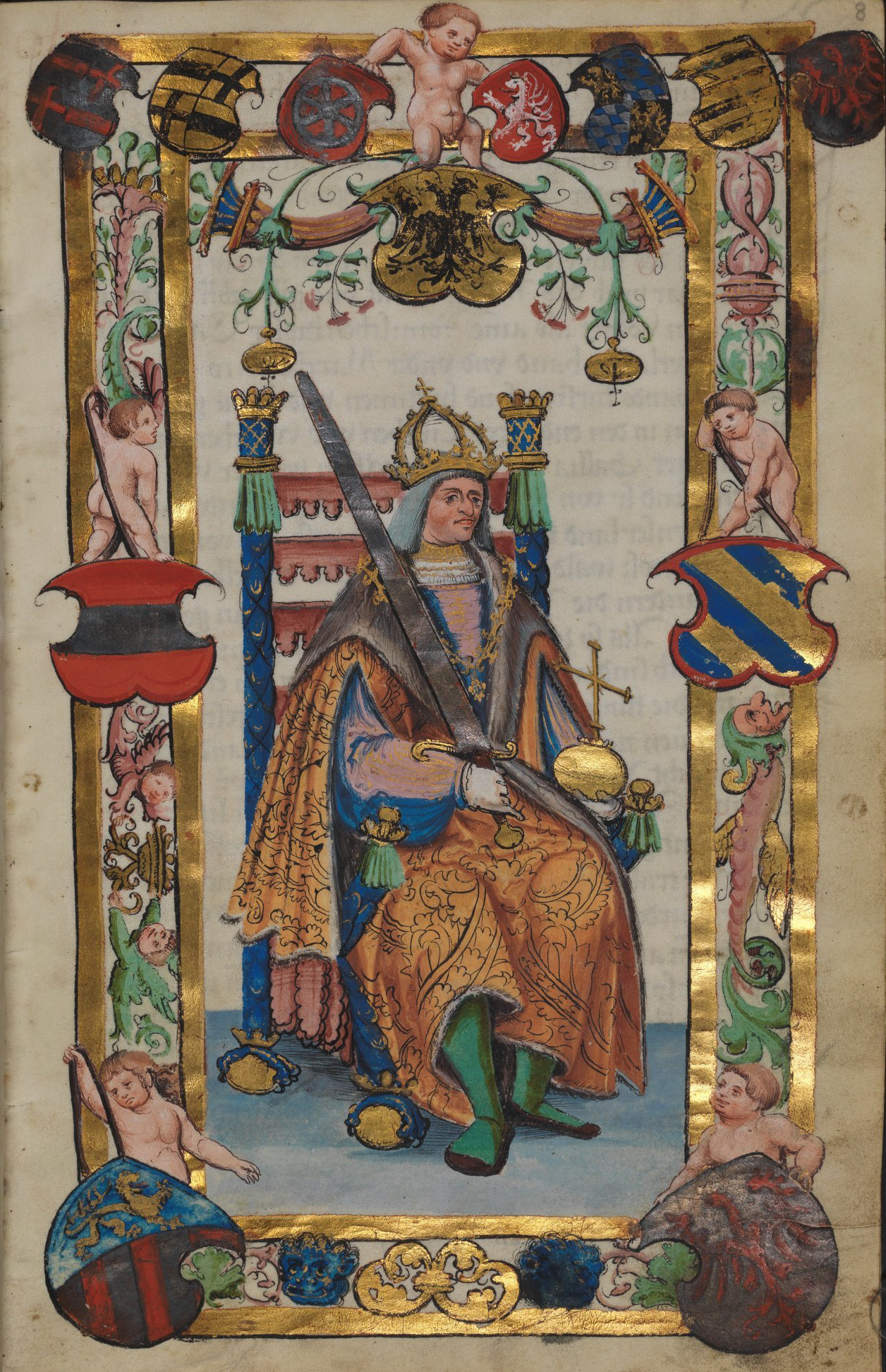
Bl. 8r, Kaiser Maximilian I.

Auf Blatt 1r wurde 1630 der lateinische Titel „Historia Guelphica cum Iconibus“ vermerkt. Als ursprünglicher Titel findet sich auf Blatt 7v „Diss Nachgemalte sind die Stiffter des Hailigen Römischen Reichsgotzhaus Wingarten“. Auf Blatt 8r folgt ein ganzseitiges Widmungsporträt Kaiser Maximilians I. mit dem Reichsadler, den Wappen der Kurfürsten und vier Wappen habsburgischer Länder.
Ab Blatt 8v folgt ein frühneuhochdeutscher, auf die lateinische Historia Welforum und andere Quellen zurückgehender Text zur Geschichte der Welfen. 
Illustriert wird dieser Abschnitt, der die Ursprünge der Welfen nach der Historia Welforum bis auf die Tochter eines römischen Senatoren Catilina zurückführt, von 34 Porträts von Mitgliedern der Welfenfamilie und 6 Porträts von Herrschern aus der Familie der verwandten Staufer. Die Personen sind meist stehend abgebildet. Die Porträts sind mit reich verzierten Rahmen umfasst. Neben Beschreibungen des Lebens der abgebildeten Personen und ihrer Verwandtschaftsverhältnisse enthält der Text teilweise auch Hinweise auf Stiftungen an die Abtei Weingarten. Mit einer Ausnahme (Welf VI. und Uta von Calw) wurden Ehepaare auf Doppelseiten einander gegenübergestellt. Mit der Aufnahme der staufischen Herrscher seit Barbarossa (dem Sohn einer Welfin) steht das Stifterbüchlein in der Weingartener Klostertradition, die seit dem Machtverlust der Welfen Ende des 12. Jahrhunderts schon in den frühen Handschriften der Historia Welforum und dem bekannten Weingartener Welfenstammbaum die Staufer nahtlos die Reihe der welfischen Klostergründer und -wohltäter weiterführen ließ. Die Staufer werden geradezu als Welfen dargestellt; so ist Barbarossa ein Wappenschild beigegeben, der neben dem Reichsadler im Herzschild nicht etwa die staufischen drei schwarzen Löwen, sondern einen einzelnen roten welfischen Löwen zeigt.
Auf Blatt 49r beginnt ein lateinischer Text zur Geschichte der Weingartener Heilig-Blut-Reliquie in Mantua (rubrizierter Textbeginn: Qualiter inventus sit gloriosus iste cruor ad laudem christi fideli narratione prosequamur) und zur Reliquientranslation nach Weingarten (Bl. 57r–59r, rubrizierte Überleitung: Modo dicetur quomodo iste sacrosanctus cruor venit ad flandrensem provintiam). Von den sechs historischen Schriften zur Heilig-Blut-Überlieferung in der Weingartener Klostertradition, die jeweils in mehreren Handschriften überliefert sind, sind in diesem Teil des Stifterbüchleins bis auf eine alle enthalten.
Ab Blatt 60r schließt ein später angebundener Faszikel mit einem Weihebericht von 1487 und (ab Blatt 64r) im Jahr 1656 nachgetragenen Notizen zu Altären und Kapellen im Kloster Weingarten die Sammelhandschrift ab.
Der unscheinbare Einband stammt von 1956.

## Geschichte
Die Württembergische Landesbibliothek datiert die Handschrift in die Jahre um 1510, früher wurde auch das „Ende des 15. Jahrhunderts“ genannt. Nach dem Text und dem Bildprogramm wurde das Stifterbüchlein unzweifelhaft vom Kloster Weingarten in Auftrag gegeben, nach dem Widmungsporträt offenkundig zur Übergabe an Kaiser Maximilian I., die dann aus unbekannten Gründen aber nie stattfand. Da zum Entstehungszeitpunkt in Weingarten keine Buchmalerei dieser Qualität mehr nachzuweisen ist, entstand zumindest die Buchmalerei wohl anderswo, etwa in einem anderen Kloster. Der Text könnte auch in Weingarten geschrieben worden sein. Als Grund für die Anfertigung der Handschrift vermutet Hans Ulrich Rudolf die Absicht des Weingartener Abts, die drohende Mediatisierung des Klosters durch Österreich abzuwehren. Er nennt die Handschrift ein „bewusstes und gezieltes politisches Dokument, das Aspekte der Geschichte des Klosters zu einer Waffe umschmiedet, um dessen politischen und rechtlichen Status zu bewahren“.
Die Pergamenthandschrift in der Württembergischen Landesbibliothek (Cod. hist. 4° 584) ist eine umrißgetreue Kopie einer vorigen Papierhandschrift, die heute im Hauptstaatsarchiv Stuttgart (B 515 Hs. 5b) liegt. Eine weitere, unvollständige Fassung dieser Papierhandschrift auf Pergament liegt ebenfalls im Hauptstaatsarchiv Stuttgart (B 515 Hs. 5a). Die Bayerische Staatsbibliothek besitzt eine bayerische Herzogsgenealogie (Cgm 2822), die wohl auf dem Stifterbüchlein gründet und der eine Abschrift des Büchleins mit den Porträts (ohne die Heilig-Blut-Texte) beigefügt ist. Eine derartige Handschrift befindet sich auch in der Herzog August Bibliothek Wolfenbüttel (Cod. Guelf. 150 Extrav.).
Nach der Säkularisation des Klosters kam die prächtige Pergamenthandschrift mit der Klosterbibliothek an die Familie Nassau-Oranien, über die sie in die Königliche Bibliothek Den Haag gelangte, die sie unter der Signatur 129 C 6 führte. 1944 wurde sie im Tausch gegen eine niederländische Handschrift von der Württembergischen Landesbibliothek in Stuttgart erworben, die sie seitdem unter der Signatur Cod. hist. 4° 584 verwahrt.

## Rezeption
Die Bilder der Handschrift wurden in der Weingartener Kunst späterer Jahrhunderte verschiedentlich wiederaufgenommen. So sind einige Zeichnungen Gabriel Bucelins aus dem 17. Jahrhundert von den Porträts des Stifterbüchleins abhängig. Bei der Ausmalung der barocken Klosterkirche St. Martin 1718–1720 griff Cosmas Damian Asam für sechs Fresken in den Seitenschiffen des 2. Langhausjochs auf die Porträts des Stifterbüchleins zurück. Eine im Kloster Weingarten erhaltene Stiftertafel von der Hand des Malers Ludwig Scheuch aus dem Jahr 1732 ist ebenfalls eine Kopie des Stifterbüchleins. Da die Ehefrau des damals regierenden Kaisers Karl VI. aus dem Welfenhaus stammte, war die Verbindung zu den welfischen Klostergründern wieder besonders aktuell geworden. 1751–1752 wurden in Christian Ludwig Scheidts Origines Guelficae vier Portraits aus dem Stifterbüchlein gestochen reproduziert.

## Galerie der Porträts

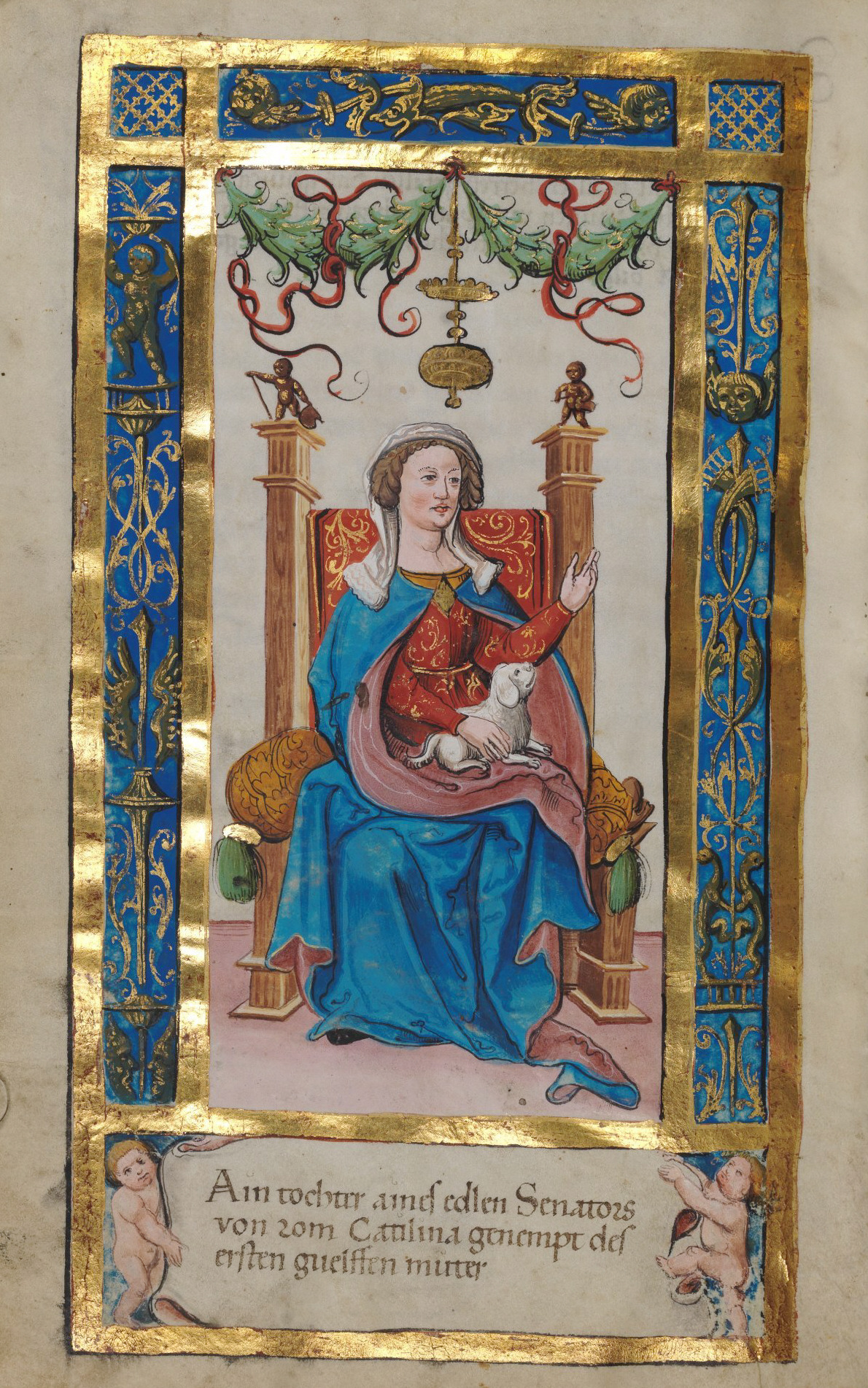
9v, (anonyme) Tochter Catilinas
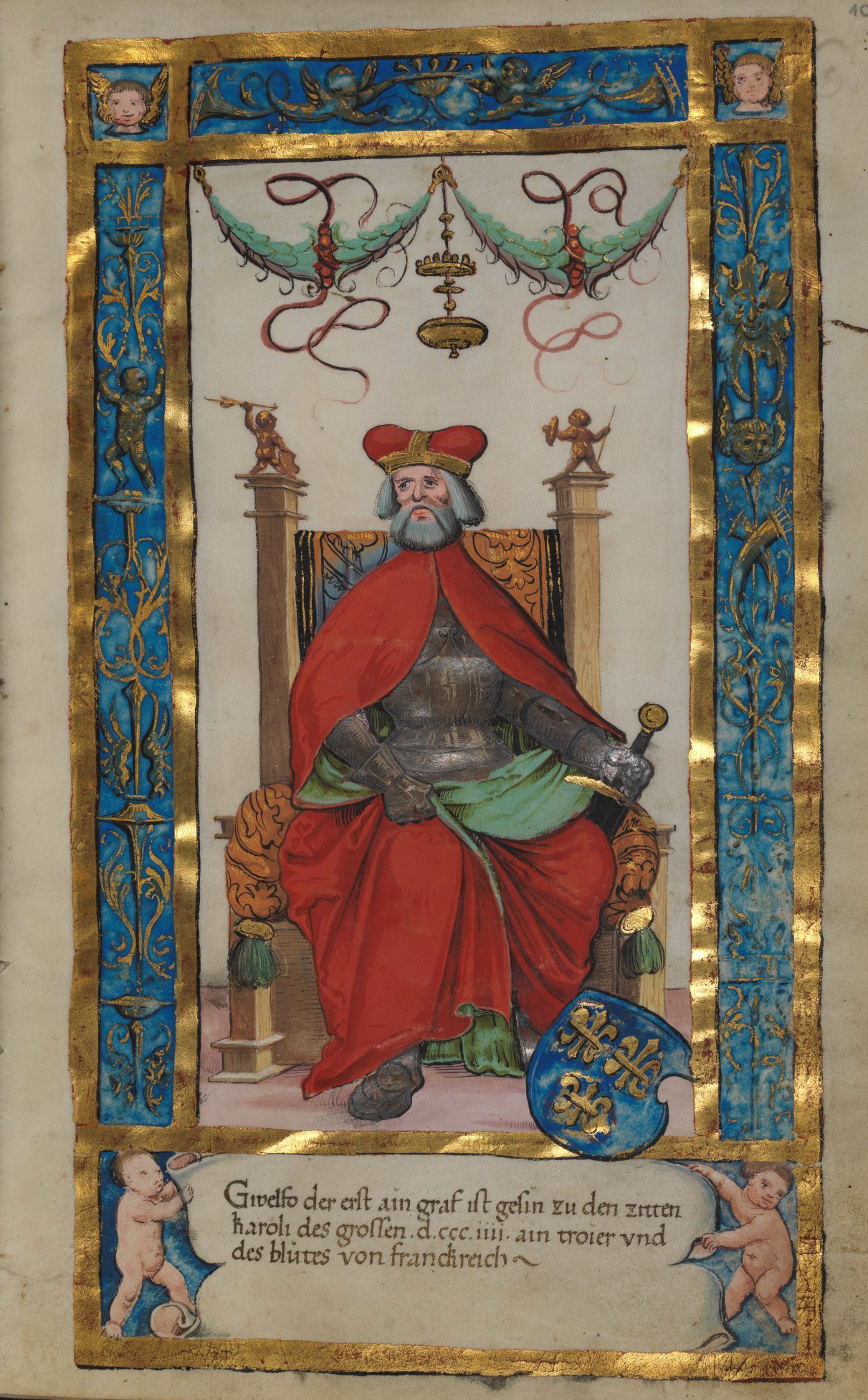
10r, Welf I.
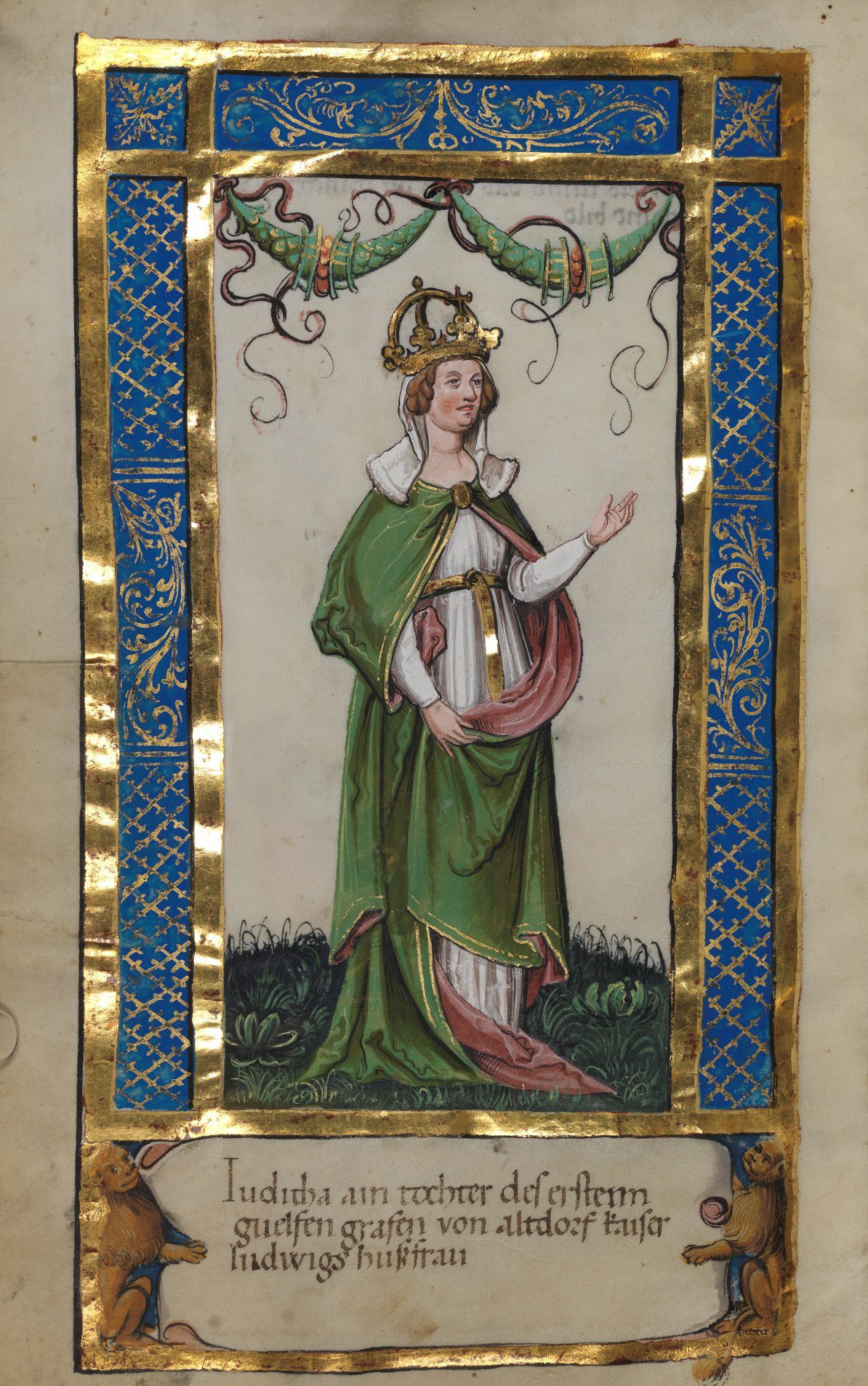
11v, Judith, Tochter des vorigen, Ehefrau des folgenden
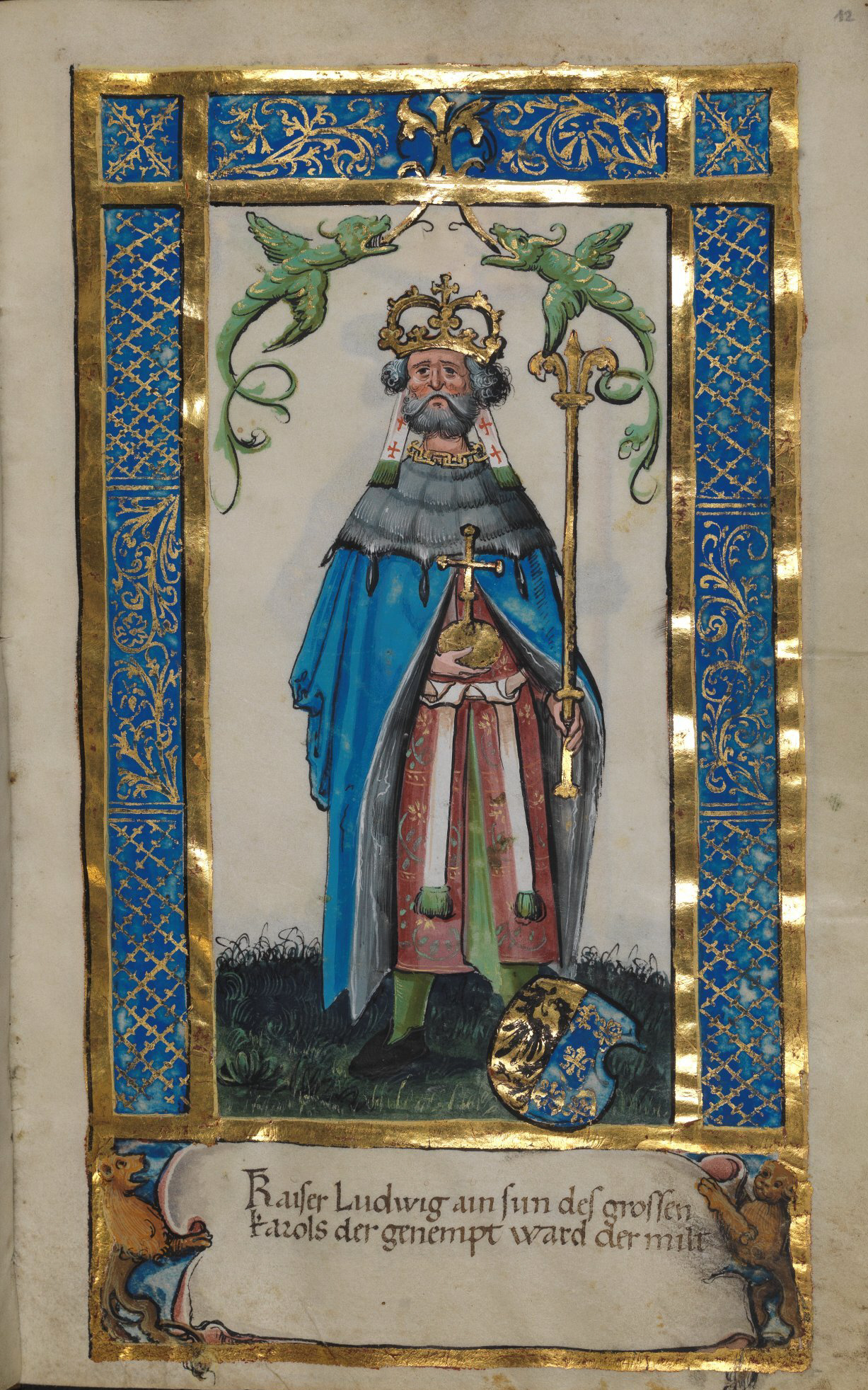
12r, Kaiser Ludwig der Fromme
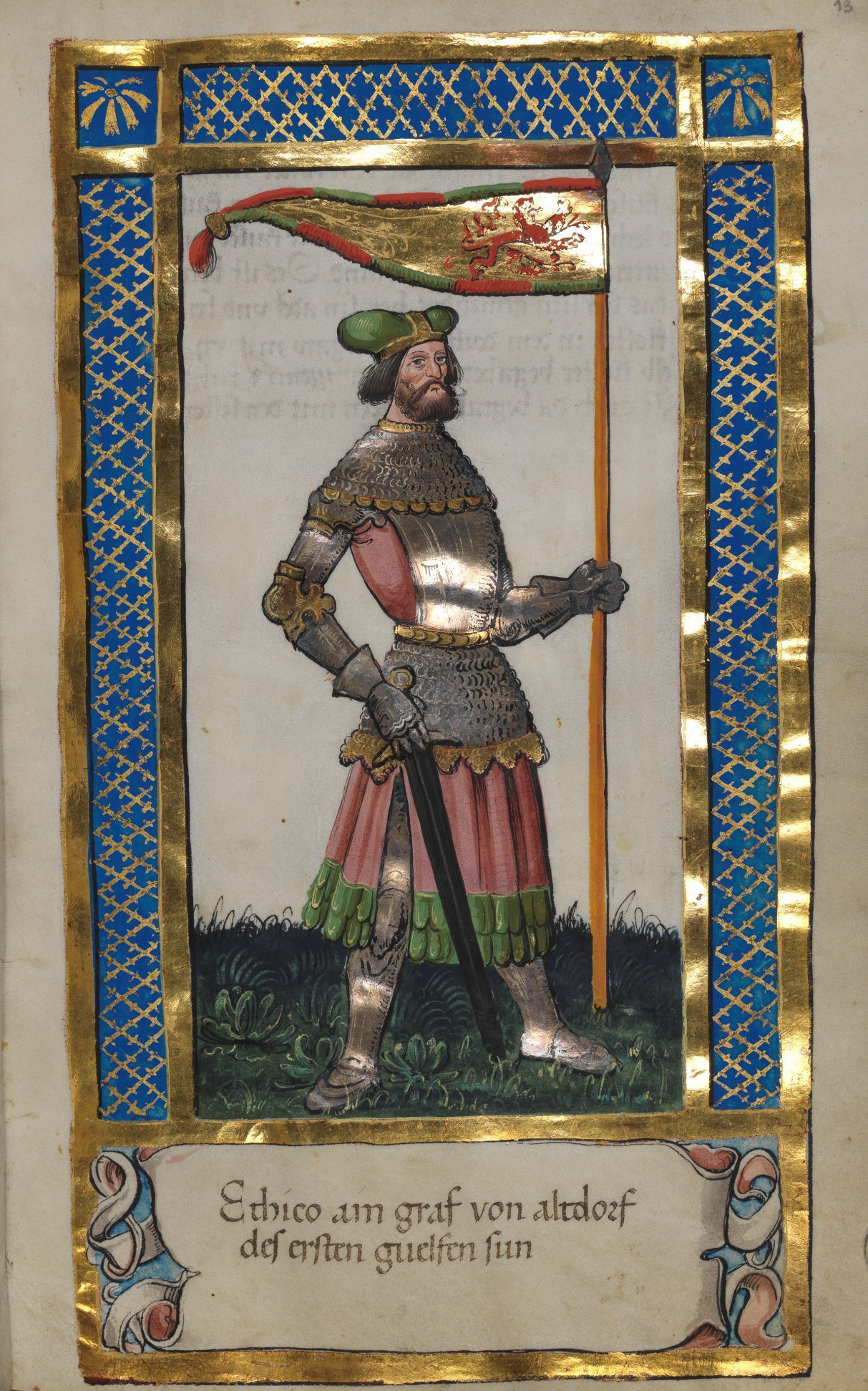
13r, Ethico
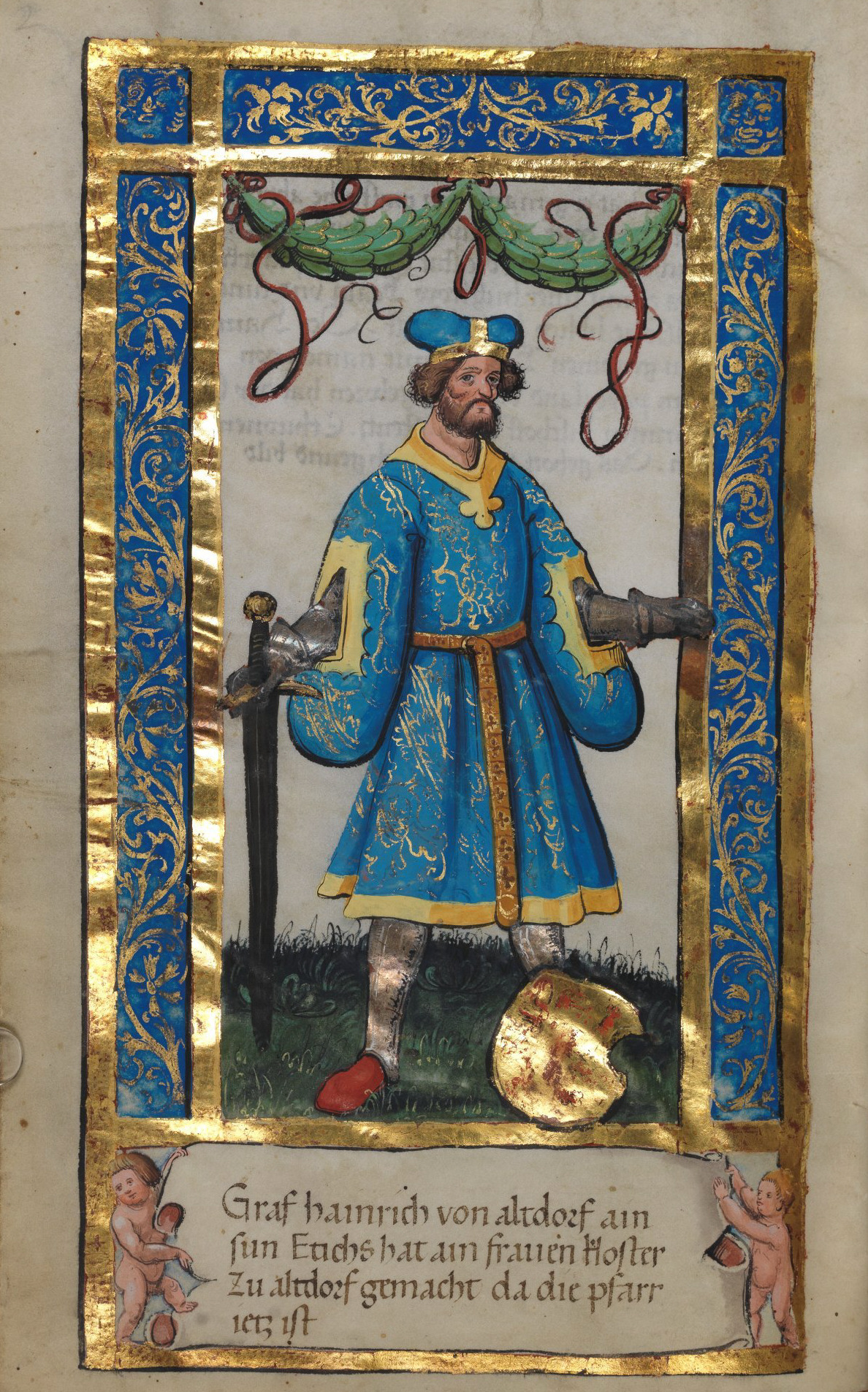
14v, Graf Heinrich mit dem goldenen Wagen
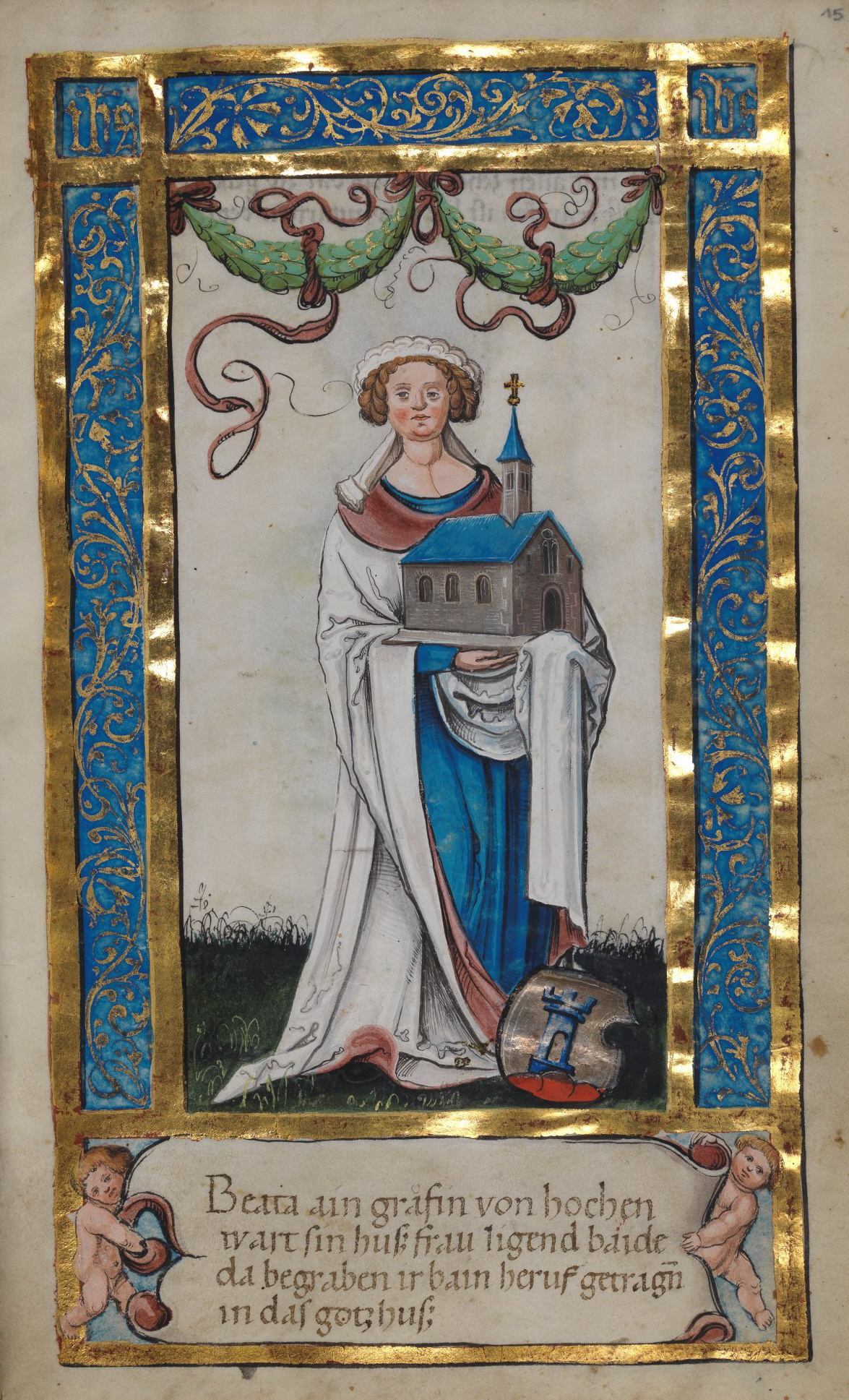
15r, Ata (Beata) von Hohenwart (Ehefrau des vorigen)
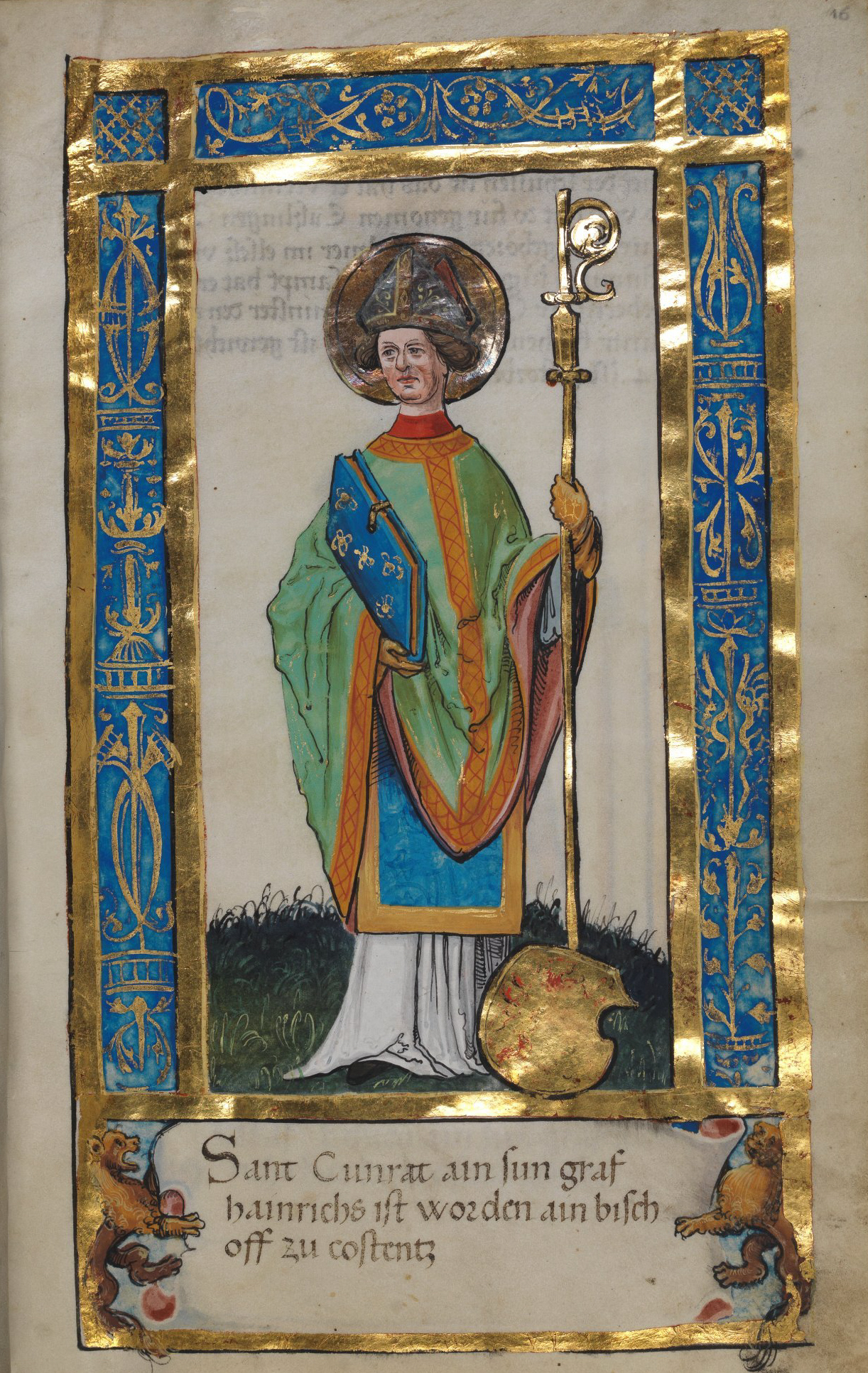
16r, Bischof Konrad von Konstanz, Sohn der beiden vorigen
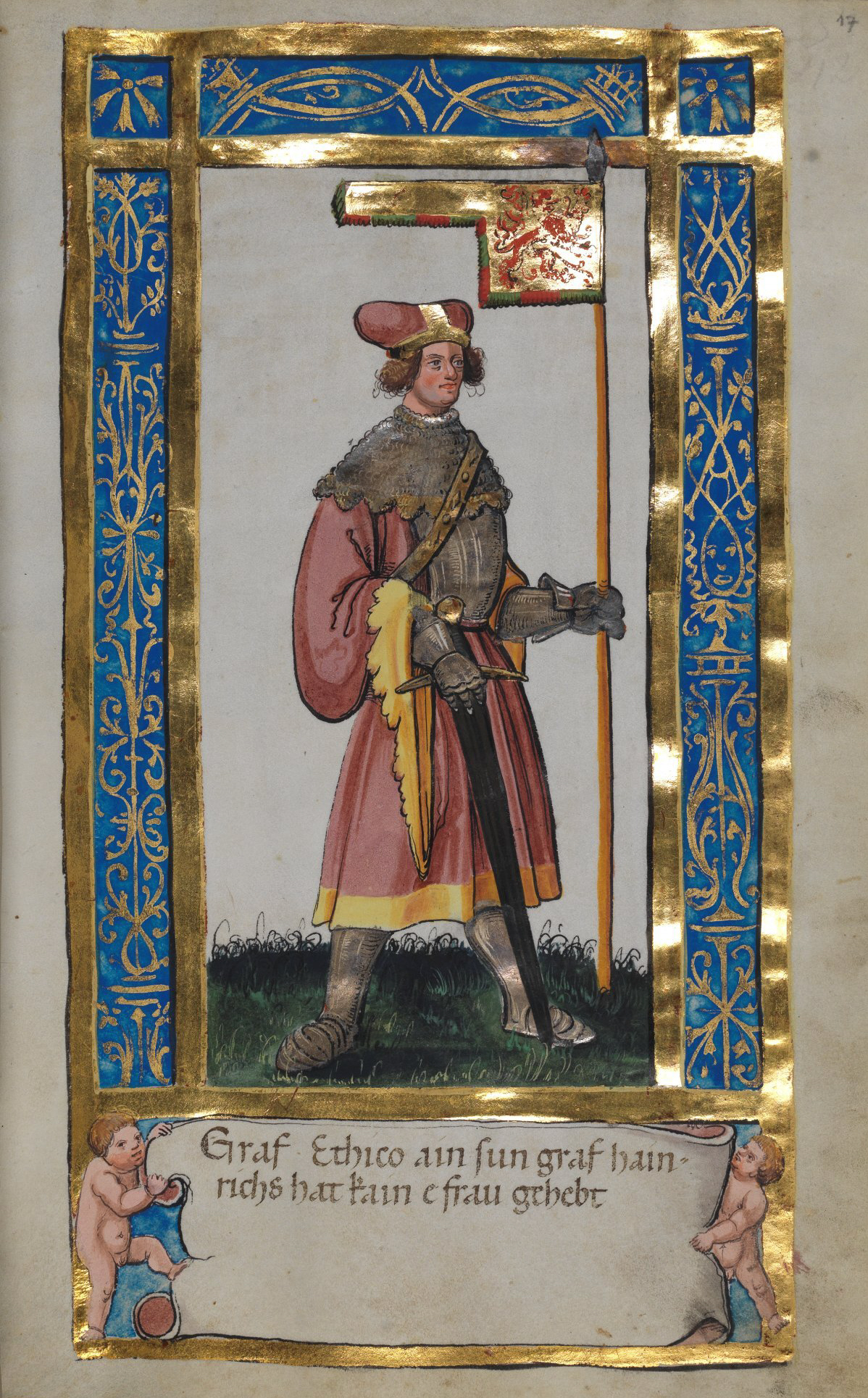
17r, Graf Ethico
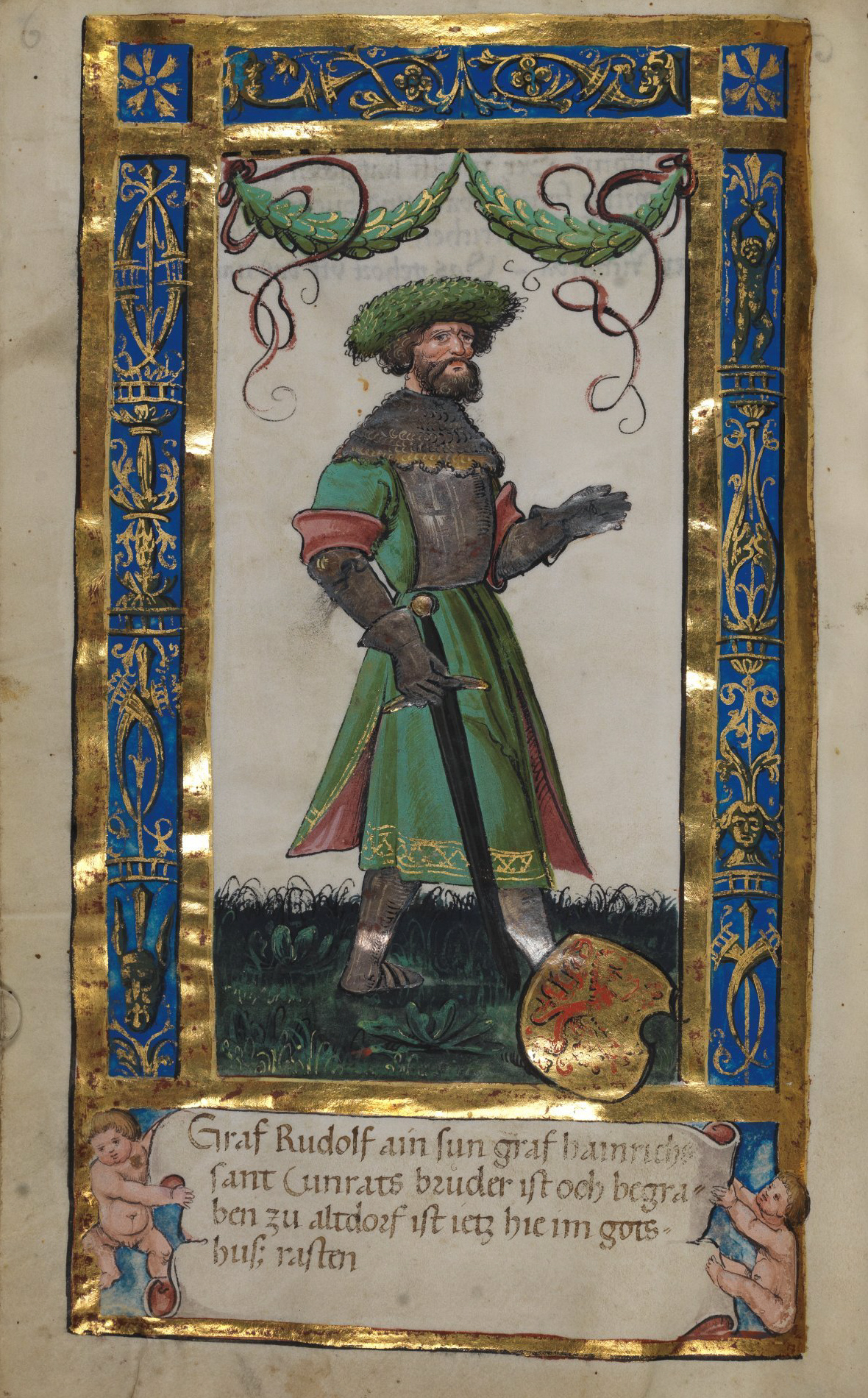
18v, Rudolf
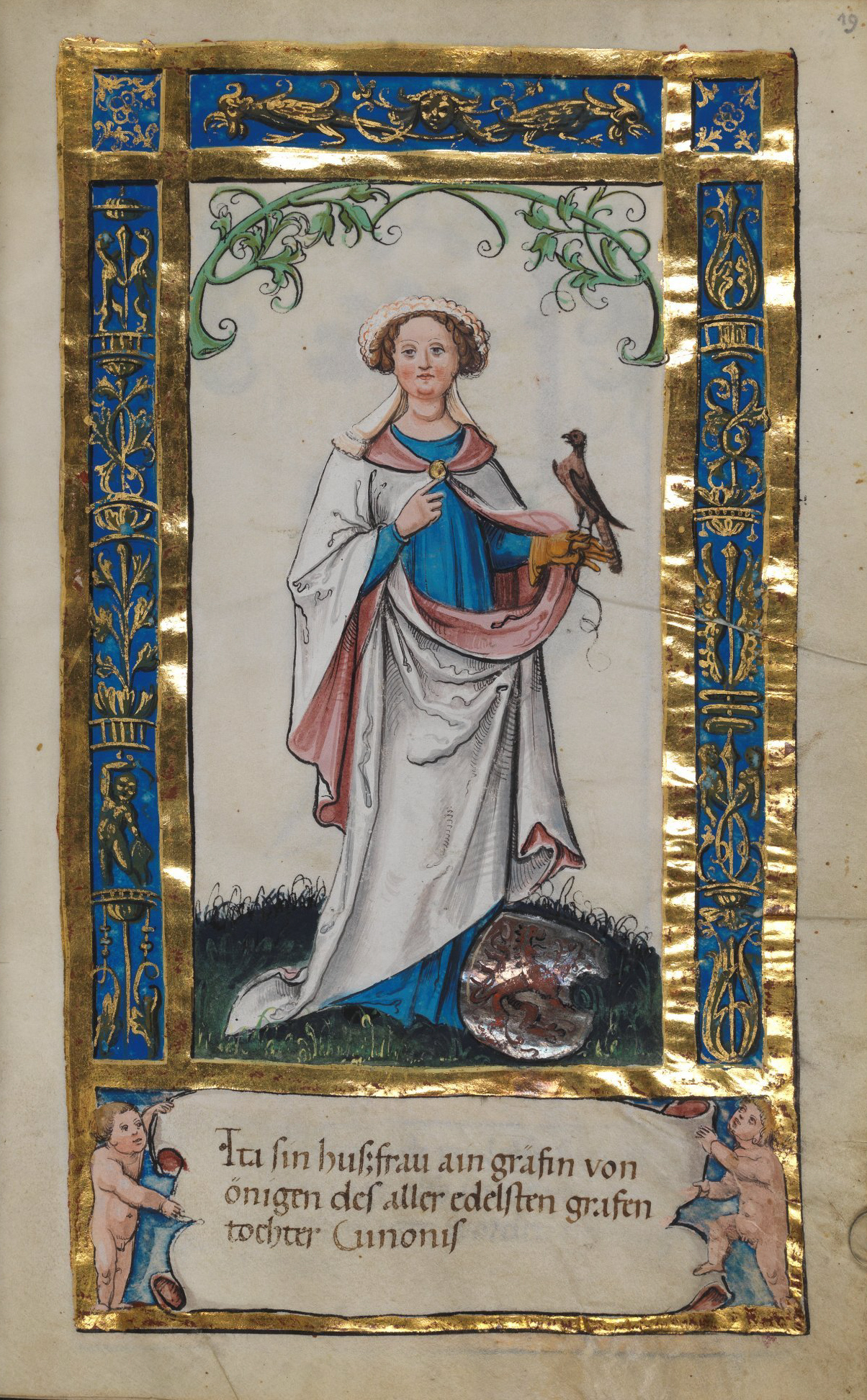
19r, Ita, Ehefrau des vorigen
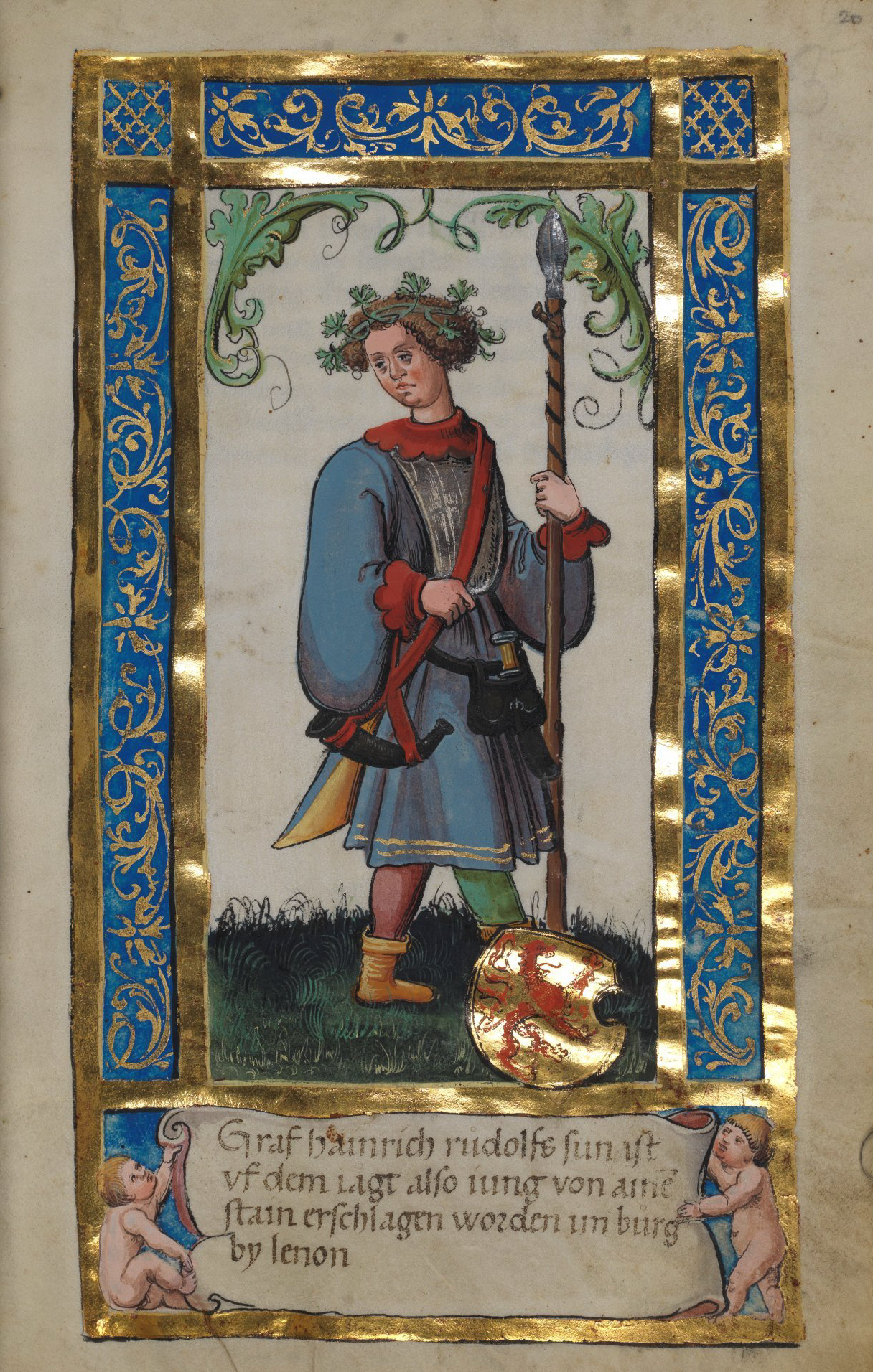
20r, Graf Heinrich, Sohn des Rudolf
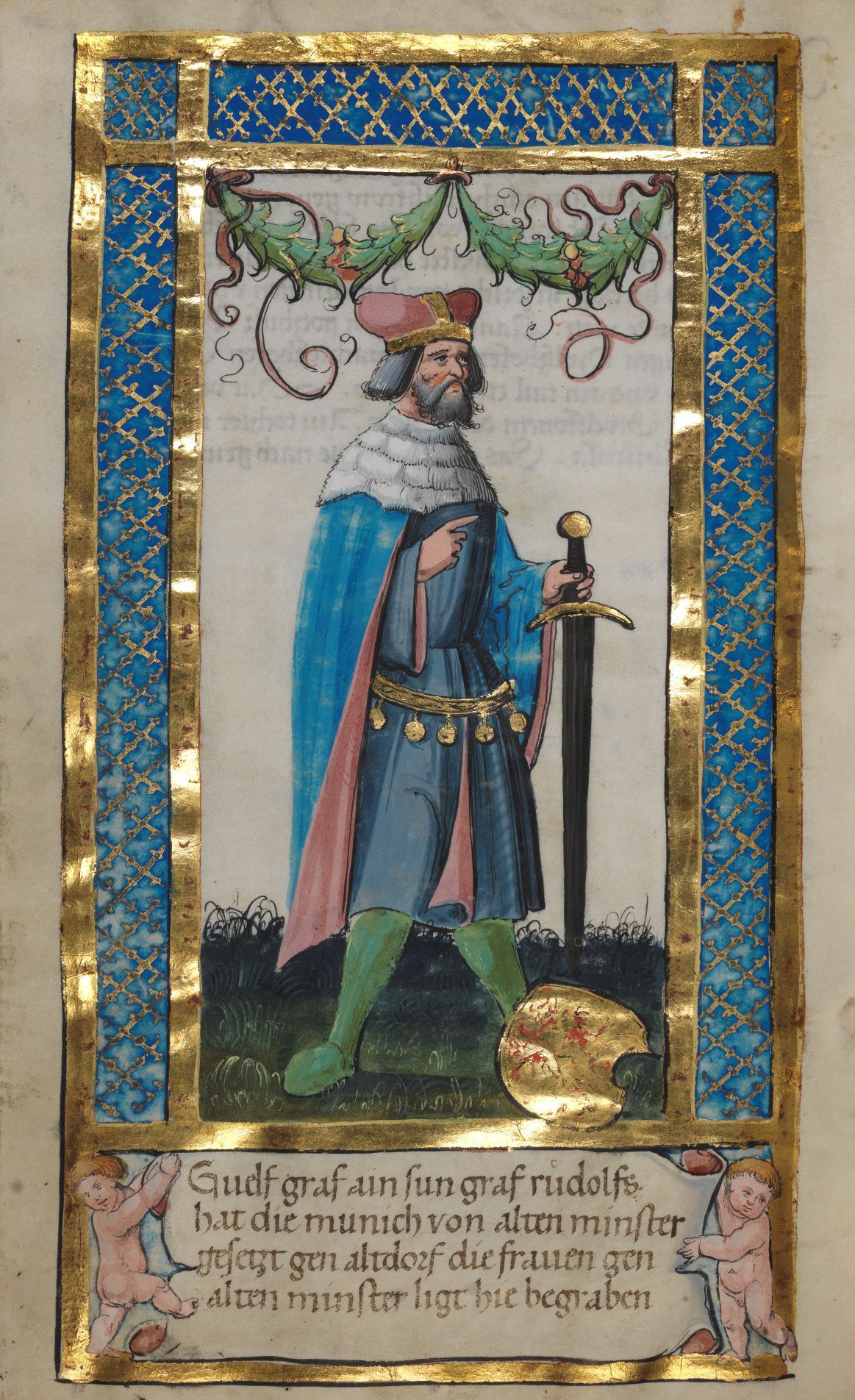
21v, Welf II.
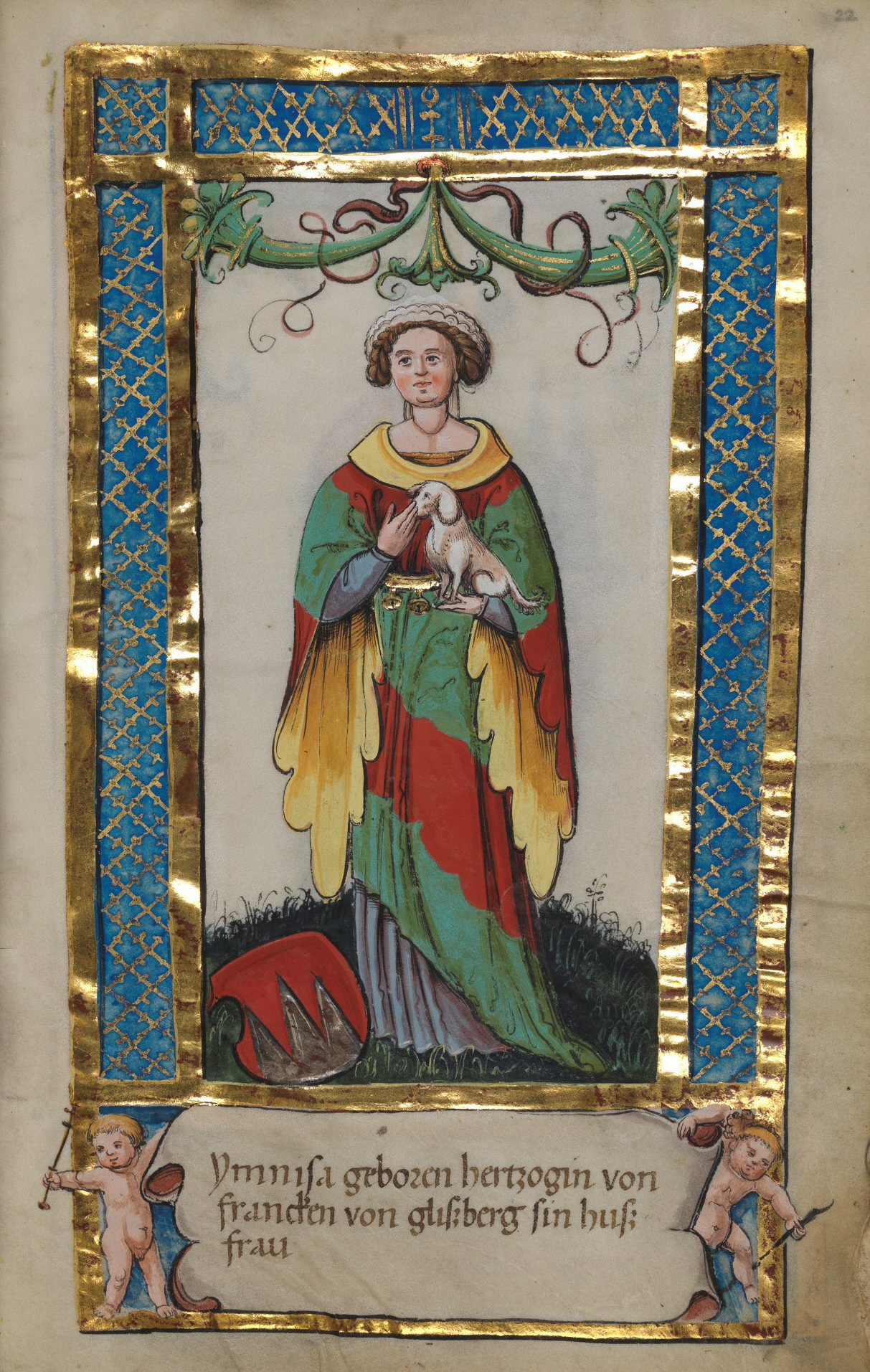
22r, Imizza (Irmgard/Irmentrud), Ehefrau des vorigen
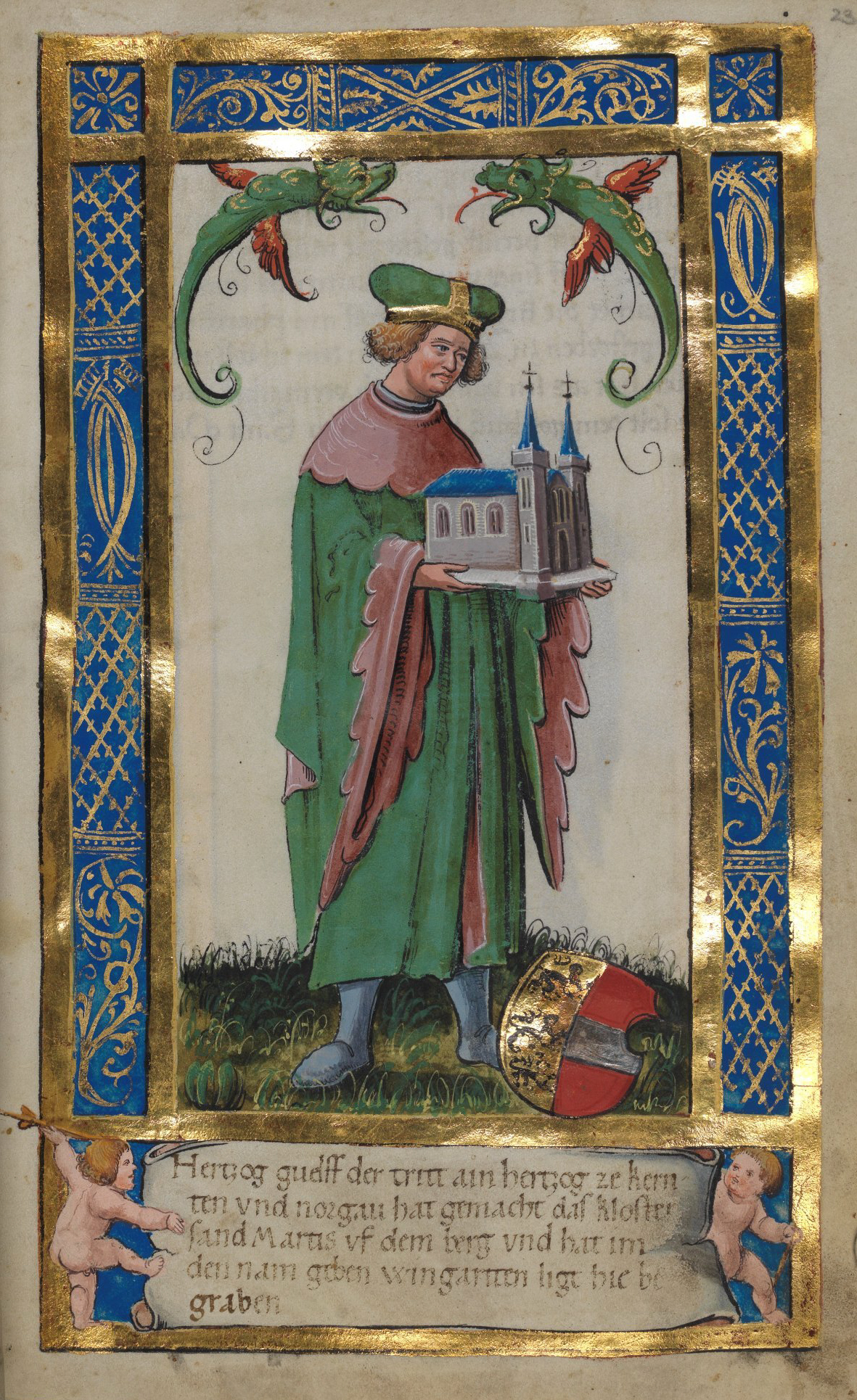
23r, Welf III.
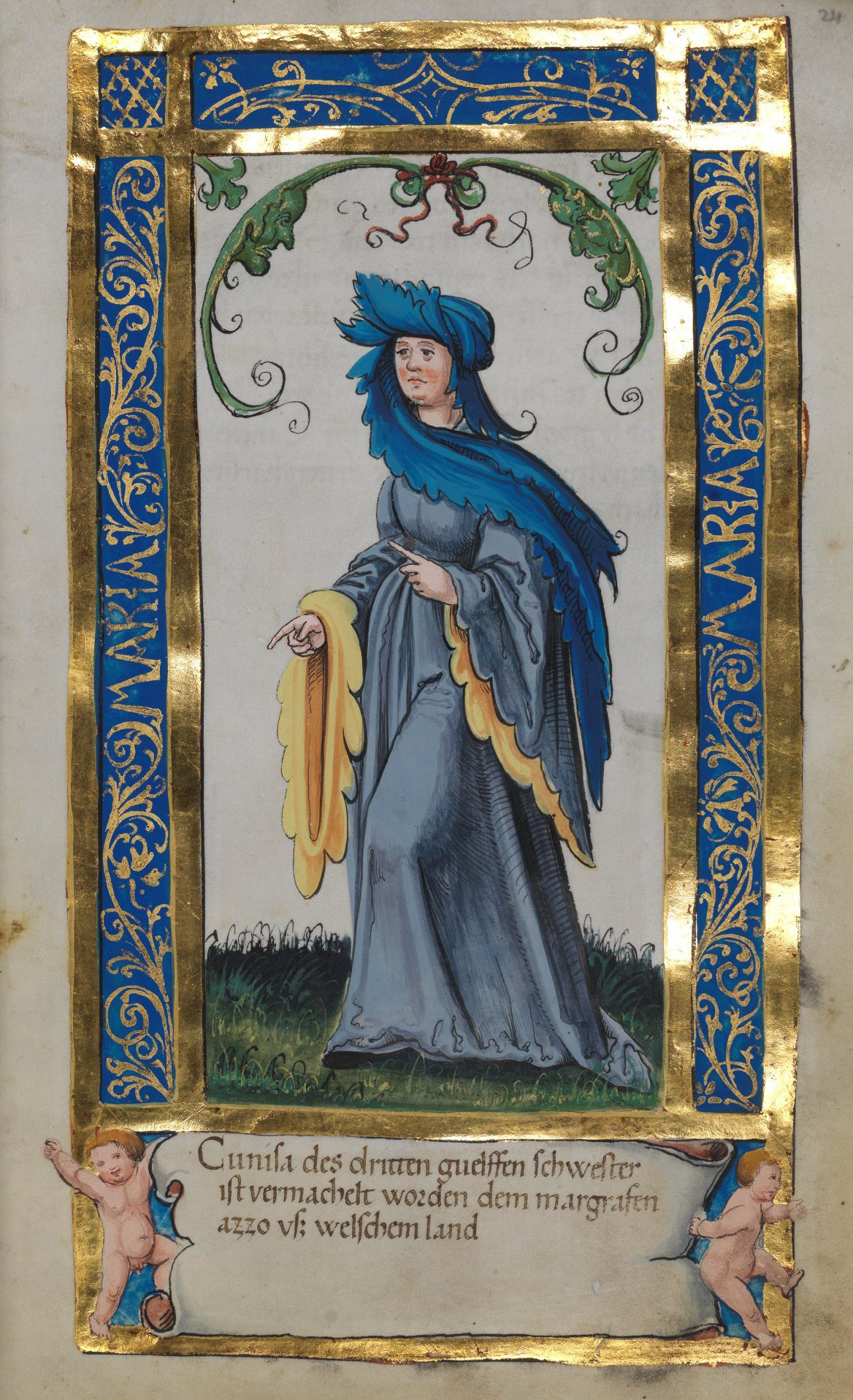
24r, Cunniza (Kunigunde) von Altdorf, Schwester des vorigen
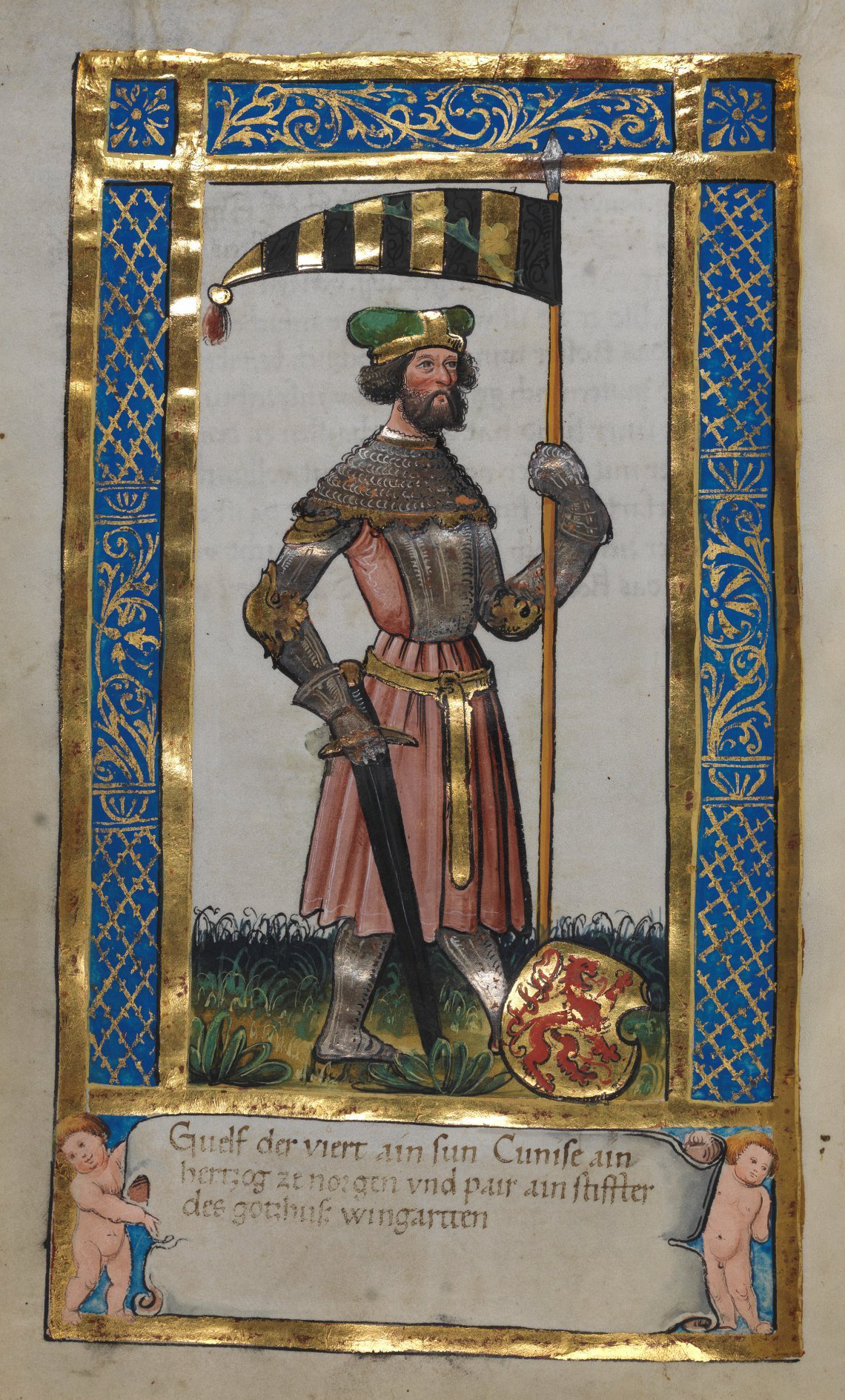
25v, Herzog Welf IV.
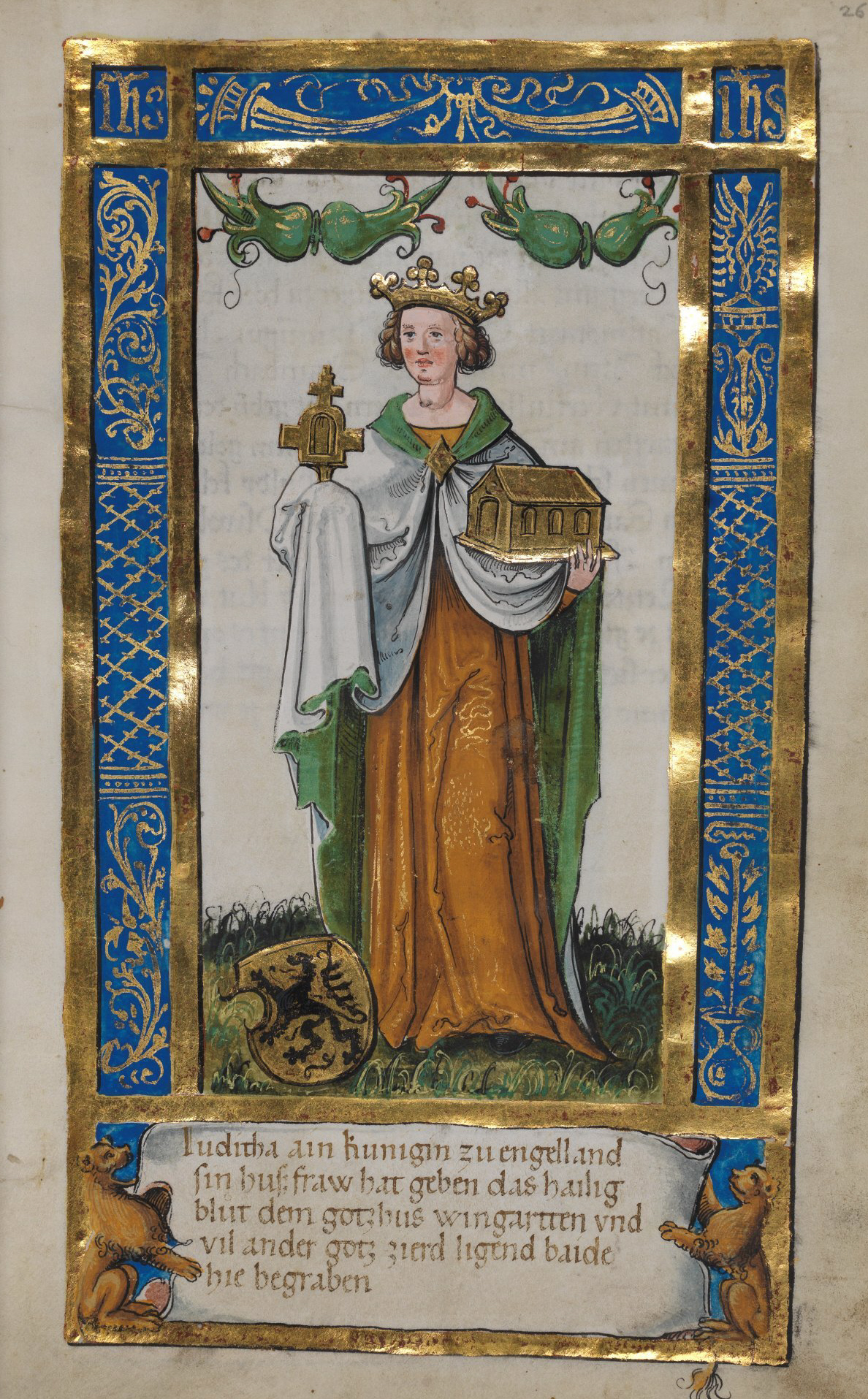
26r, Judith von Flandern, Ehefrau des vorigen
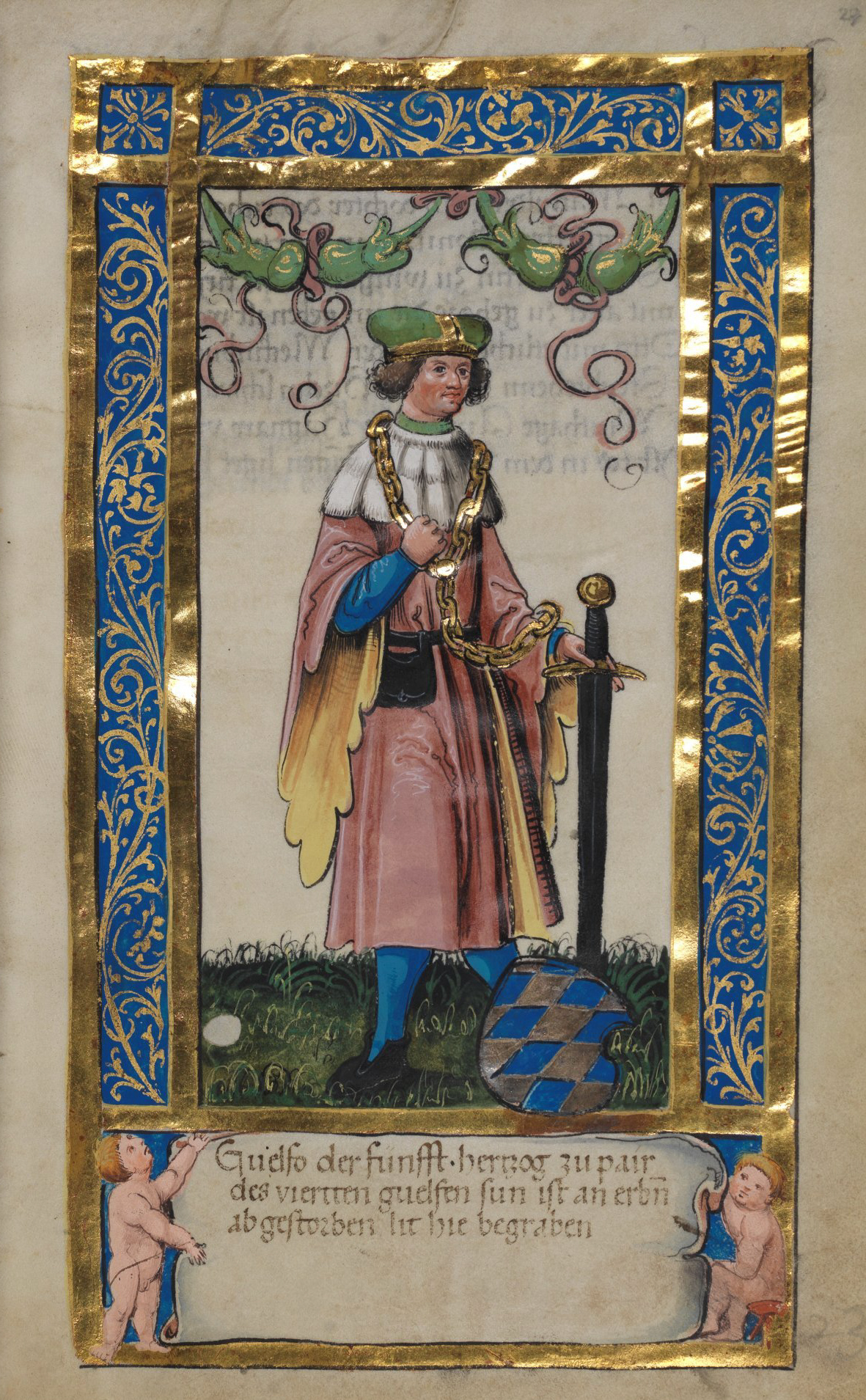
27r, Herzog Welf V.
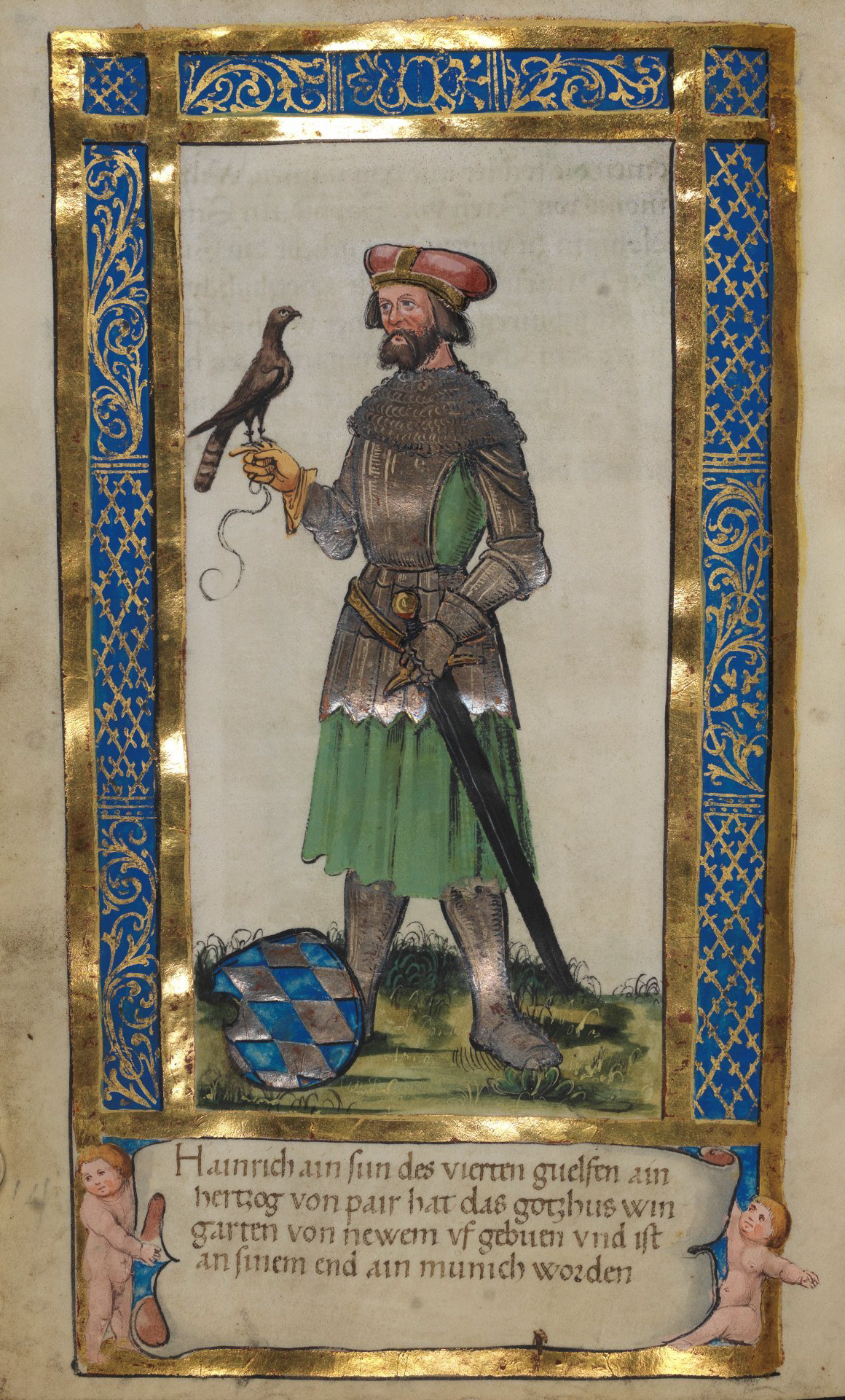
28v, Herzog Heinrich der Schwarze
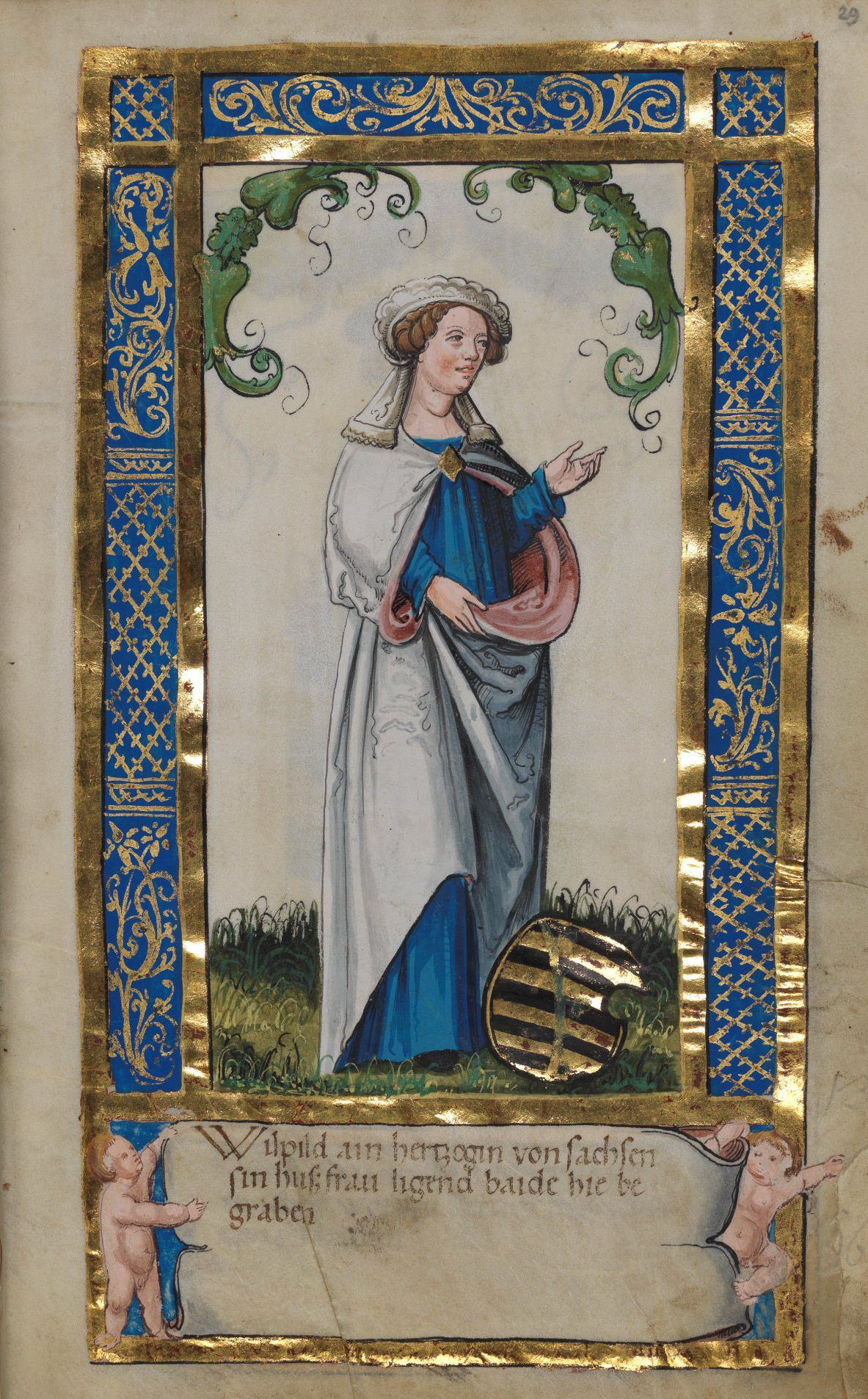
29r, Wiltpild (Wulphild), Ehefrau des vorigen
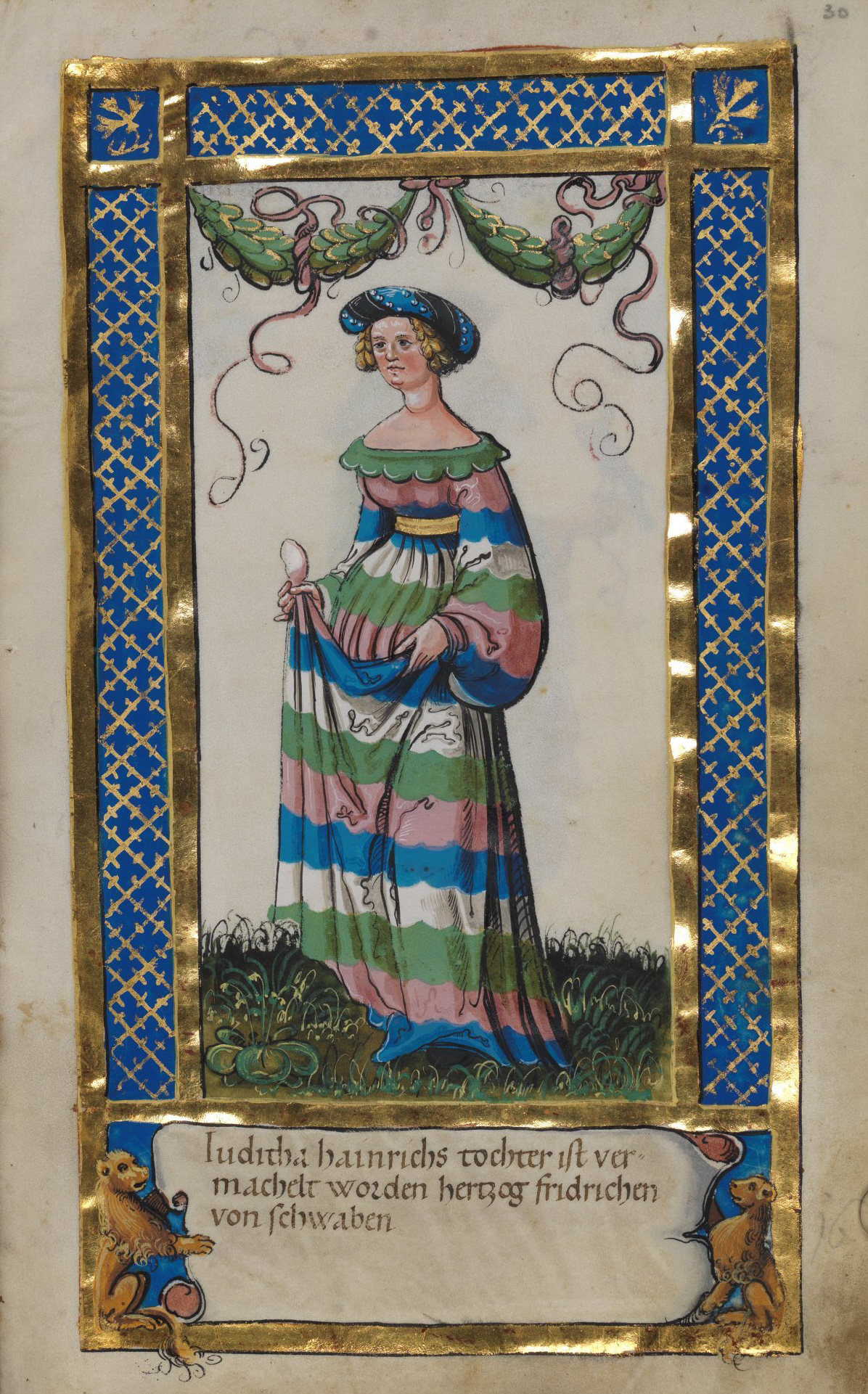
30r, Judith, Tochter Herzog Heinrichs des Schwarzen, Ehefrau Herzog Friedrichs II. von Schwaben, Mutter des staufischen Kaisers Friedrich I. Barbarossa
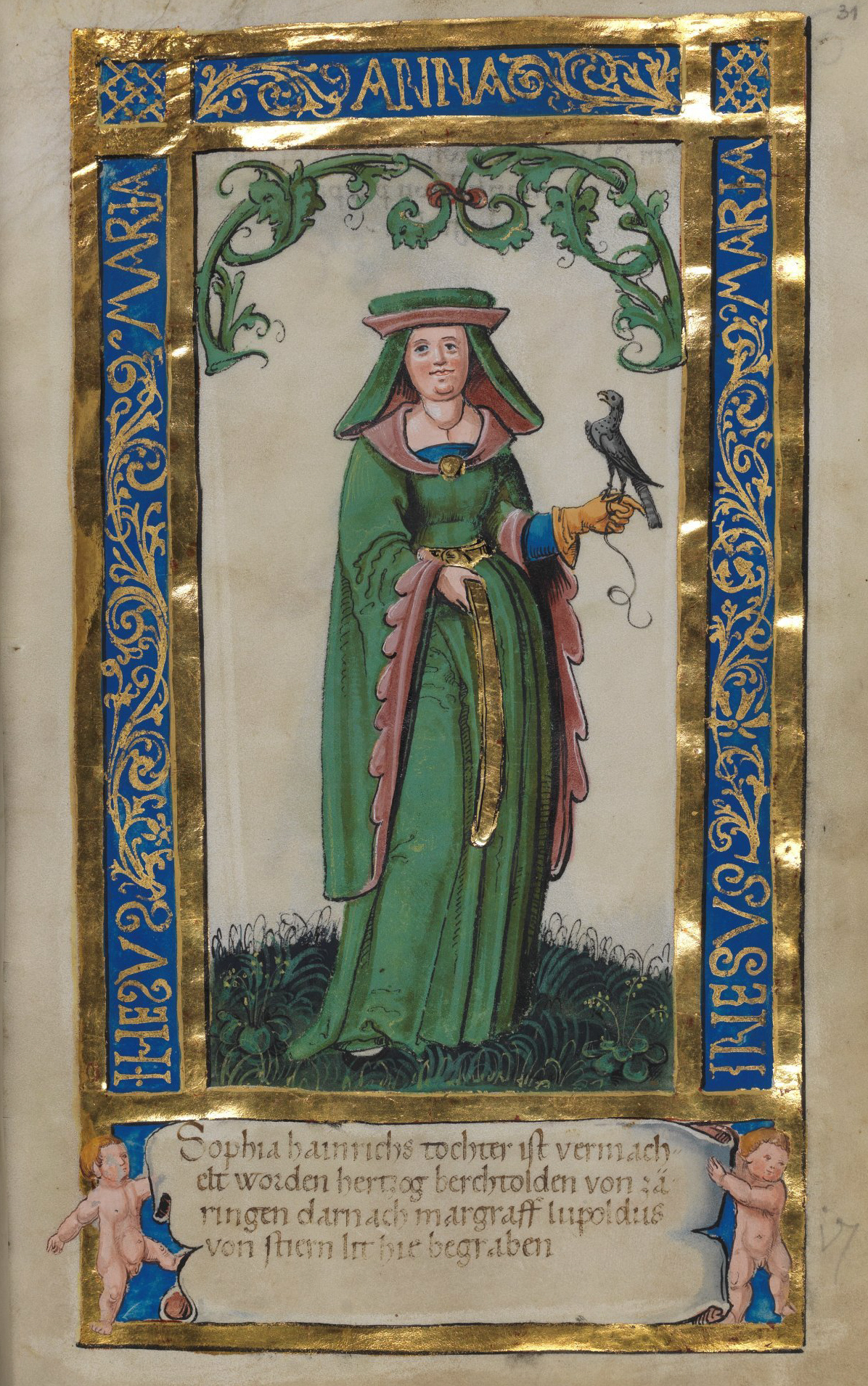
31r, Sophia, Tochter Herzog Heinrichs des Schwarzen
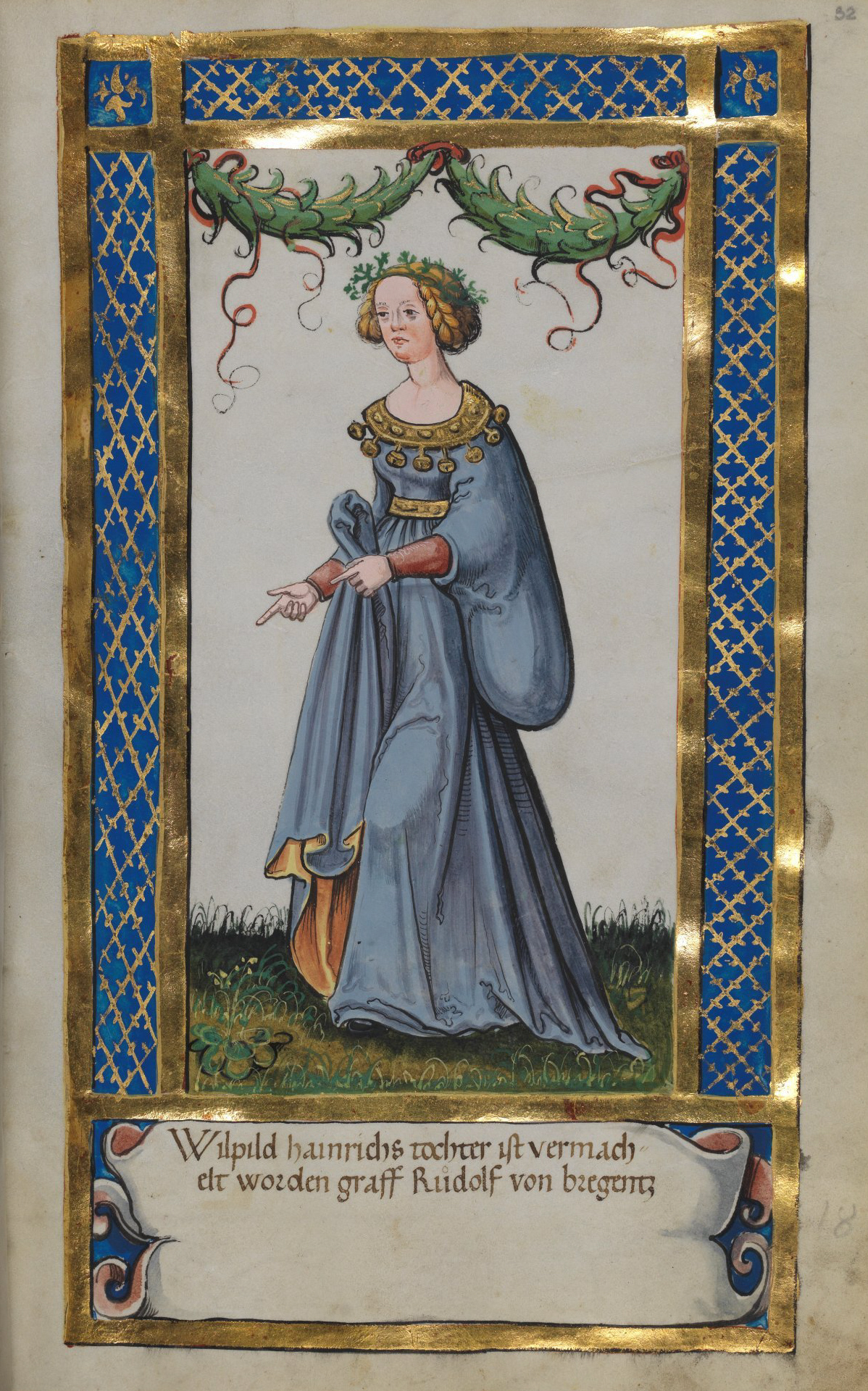
32r, Wiltpild (Wulfild), Tochter Herzog Heinrichs des Schwarzen, Ehefrau des Rudolf von Bregenz
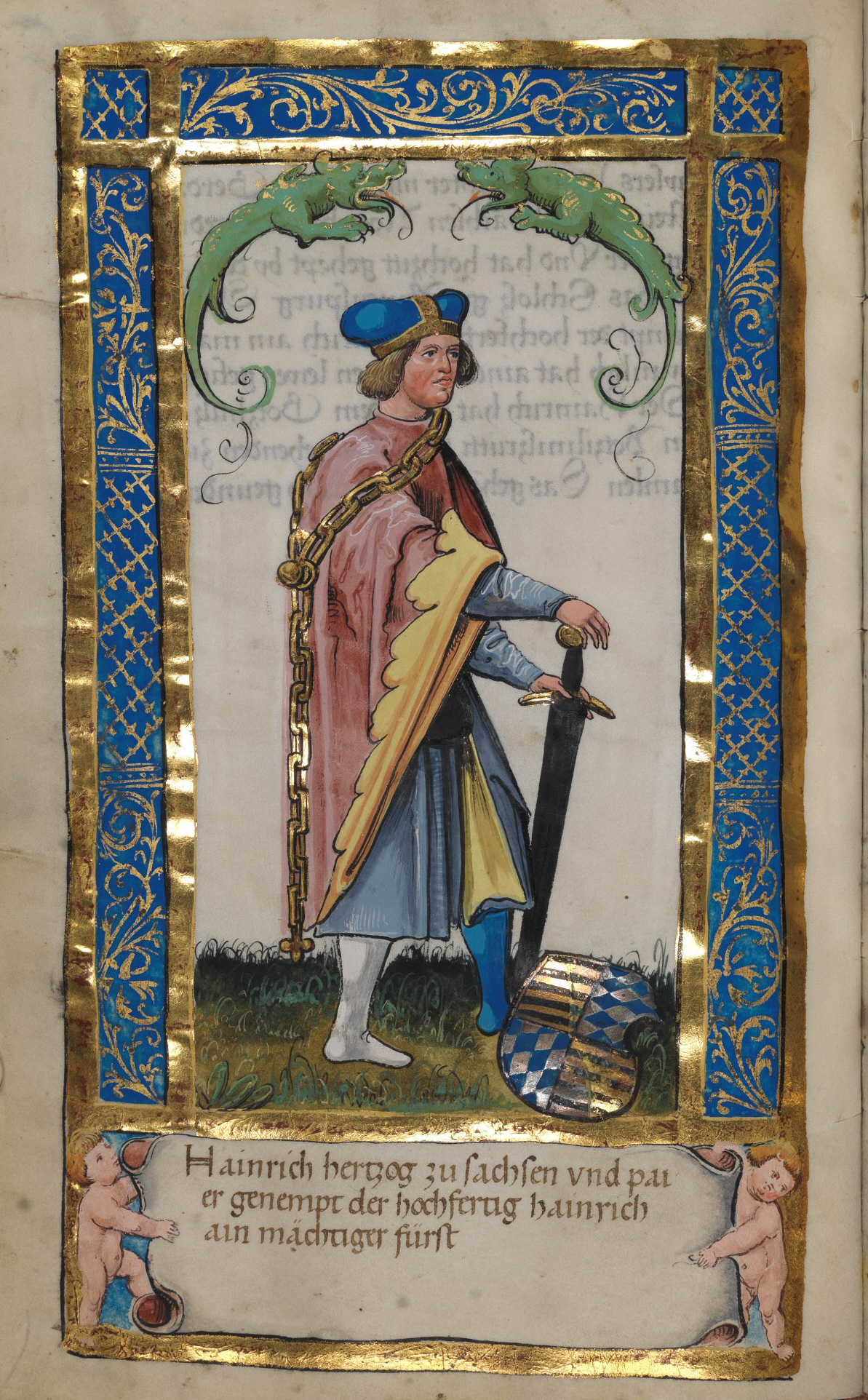
33v, Herzog Heinrich der Stolze
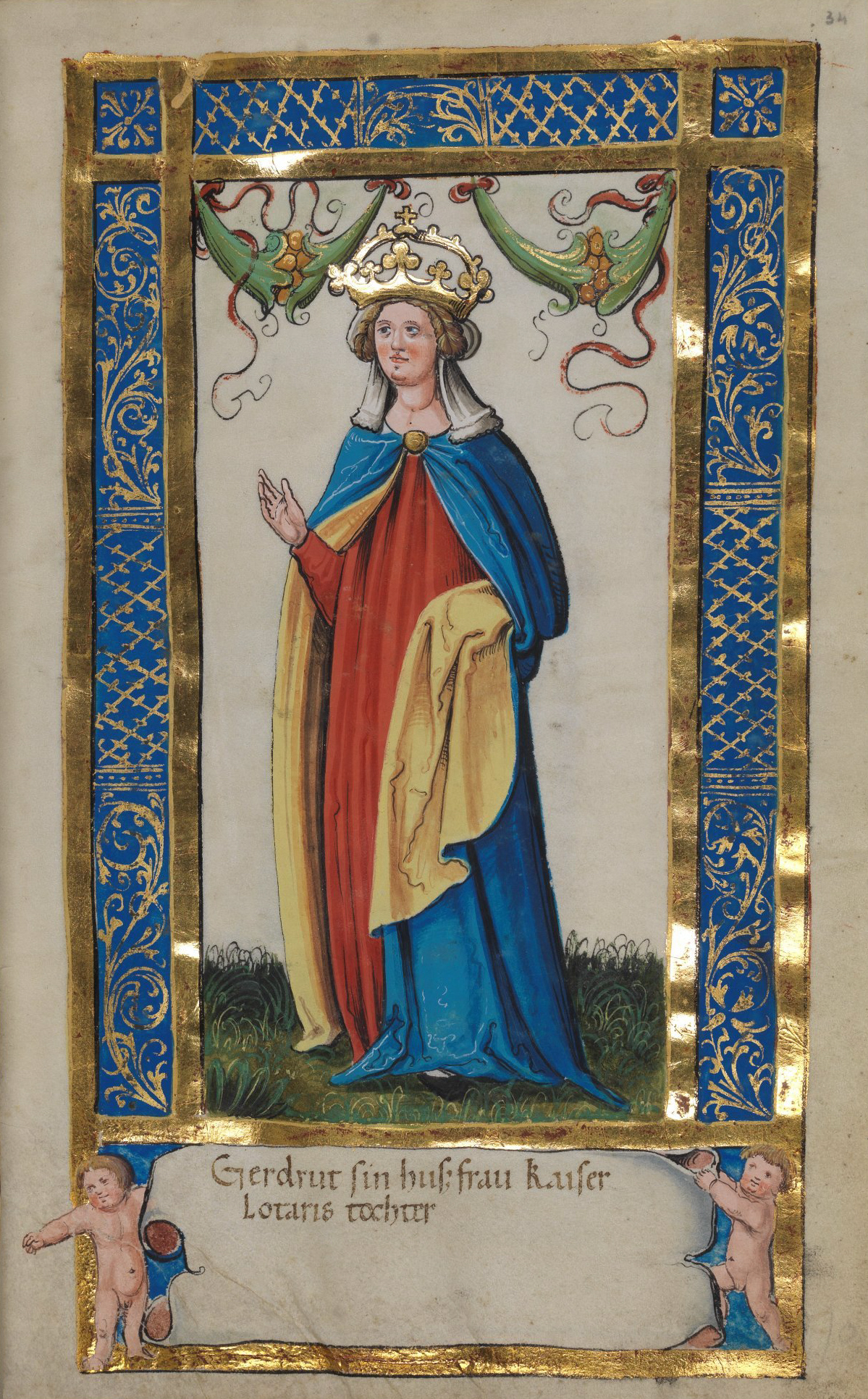
34r, Gertrud von Sachsen, Tochter Kaiser Lothars, Ehefrau des vorigen
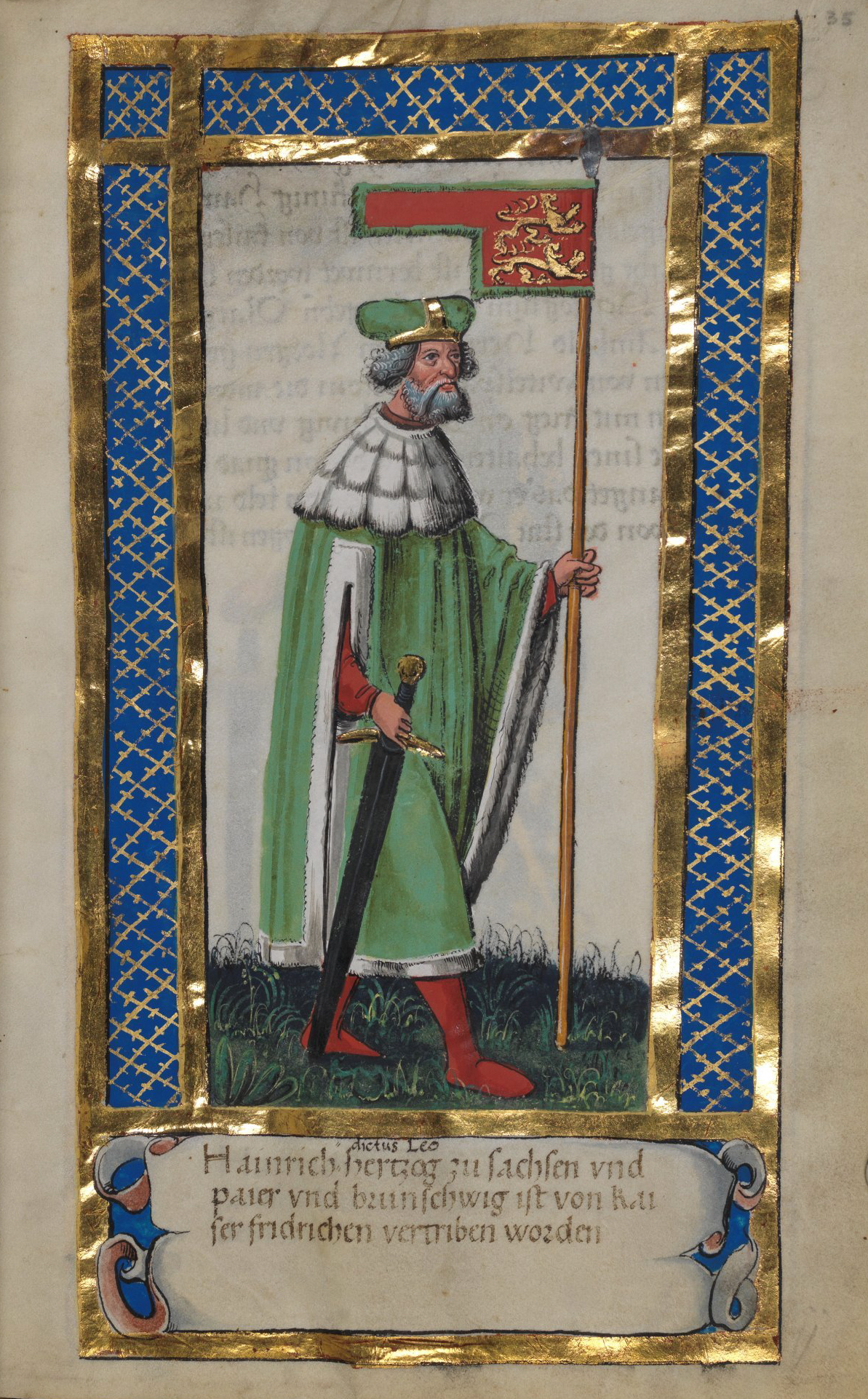
35r, Herzog Heinrich der Löwe
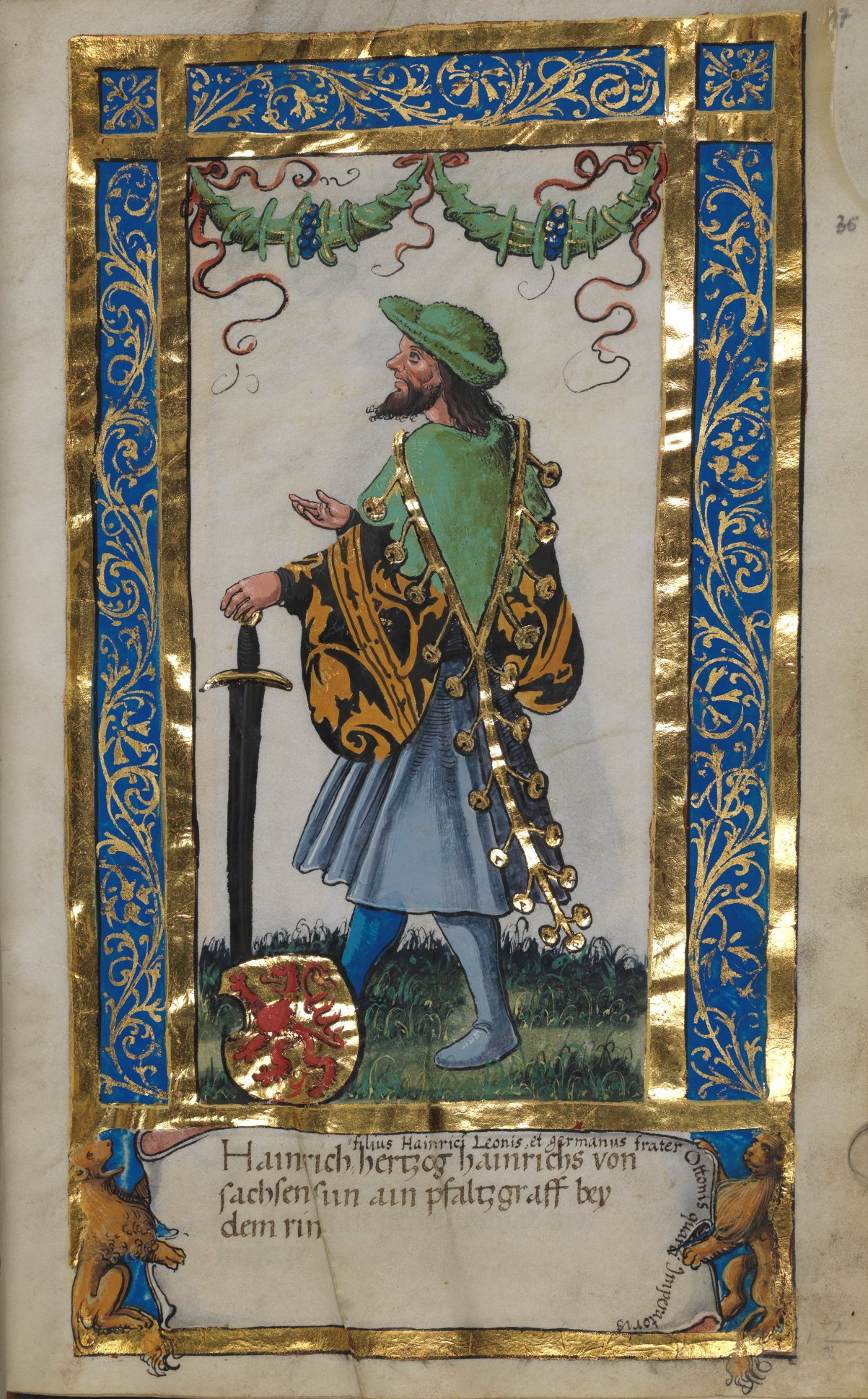
36r, Heinrich, Pfalzgraf bei Rhein, Sohn des vorigen
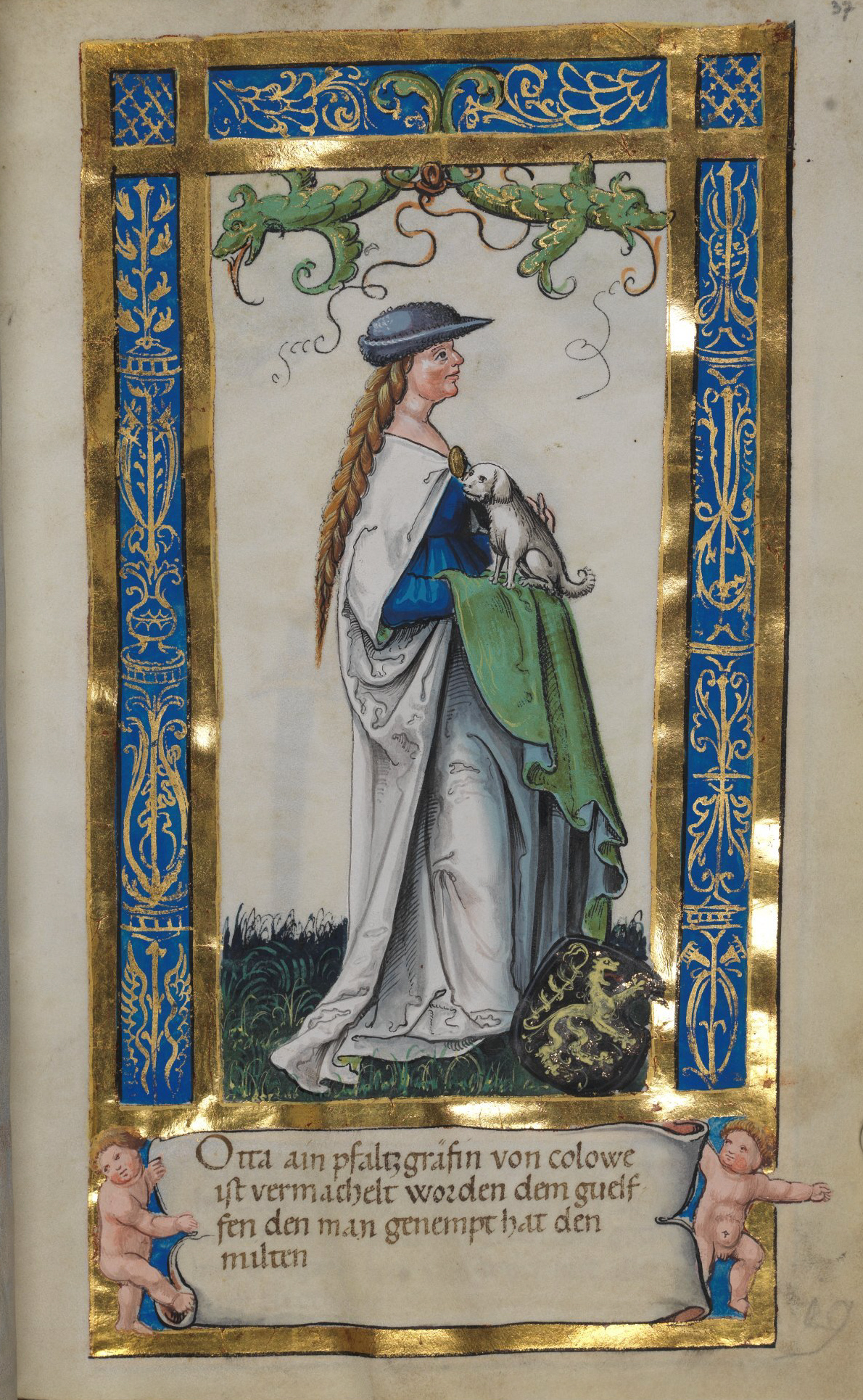
37r, Otta (Uta), Pfalzgräfin von Calw, Ehefrau des folgenden
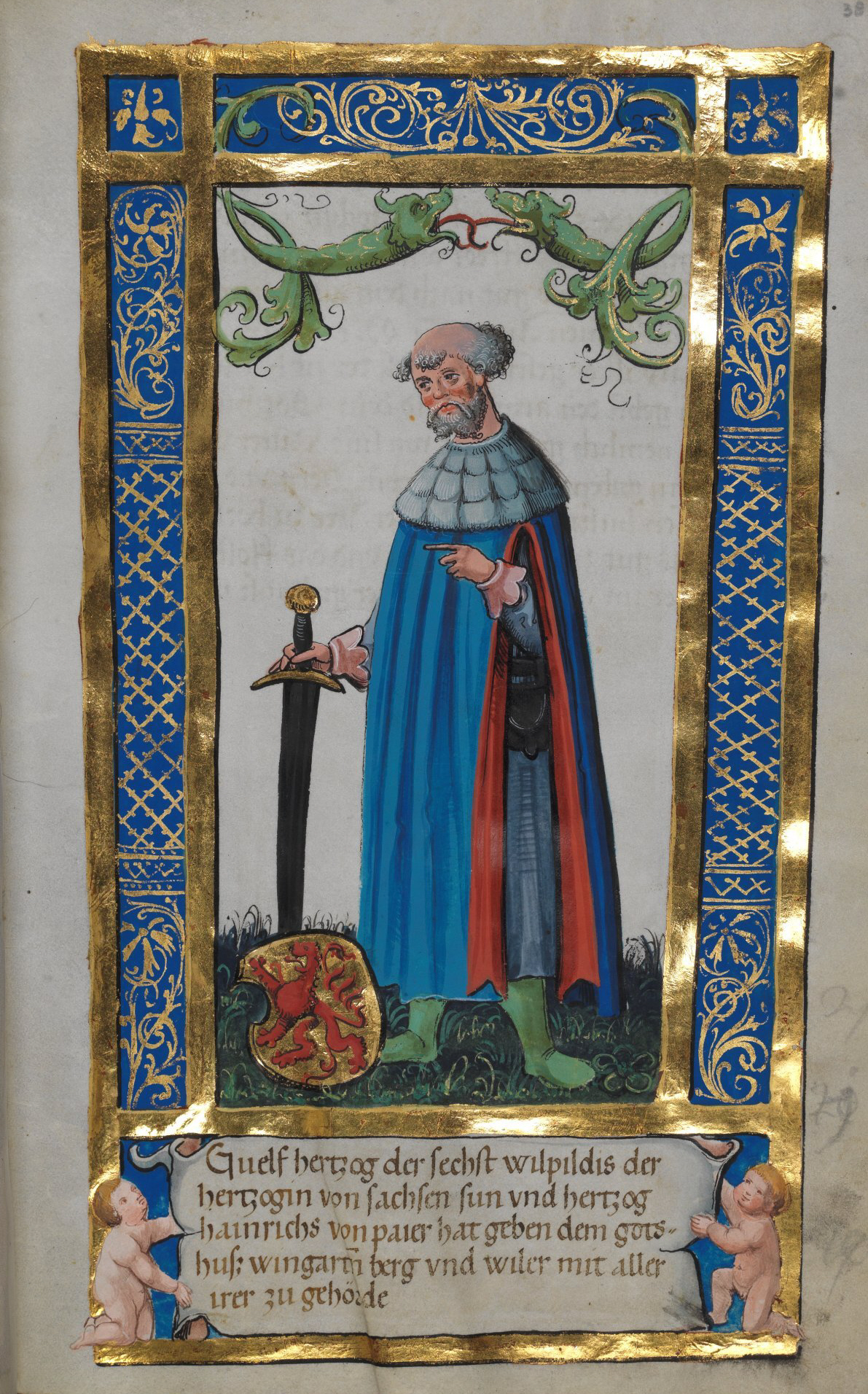
38r, Welf VI.
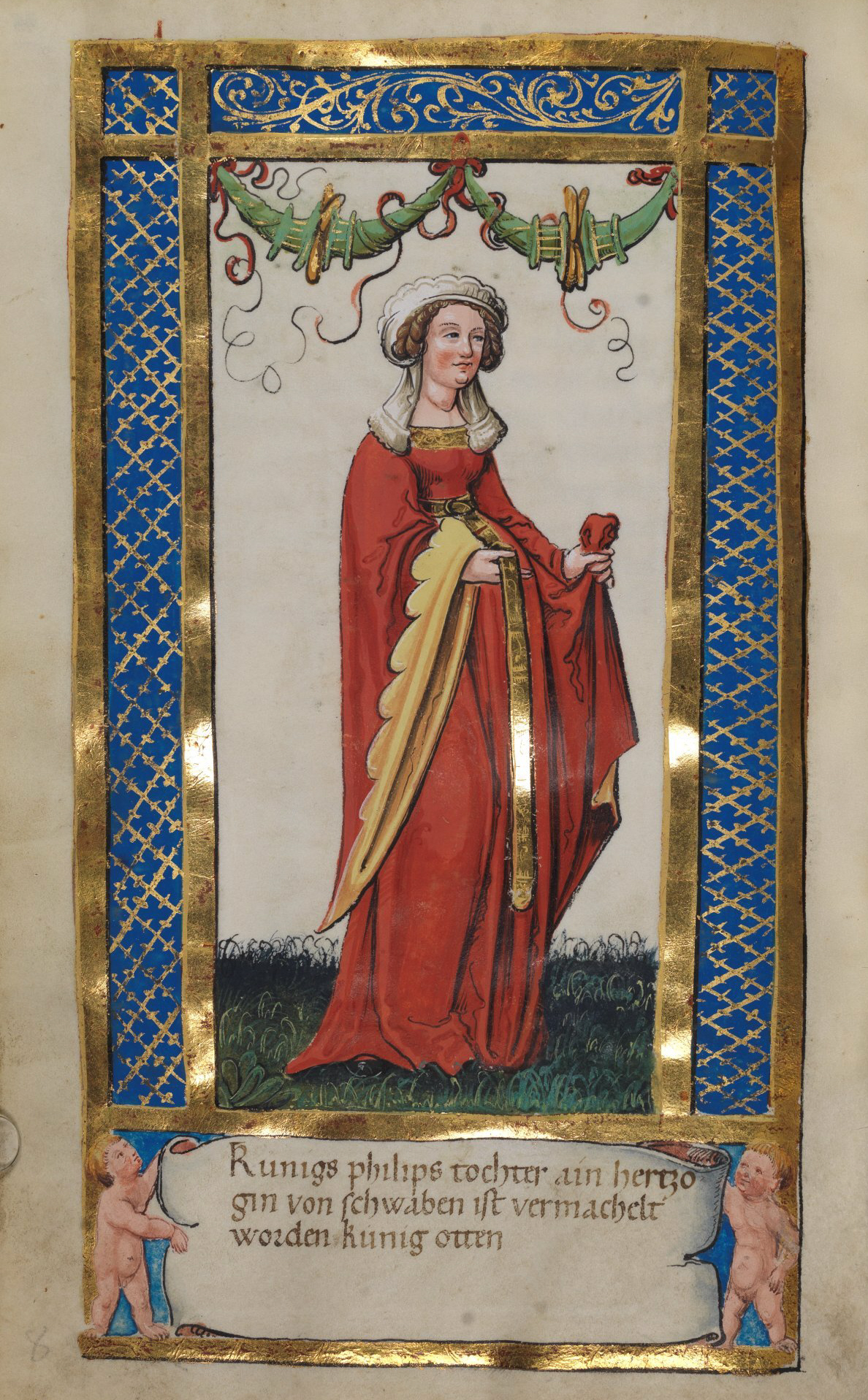
39v, Beatrix von Schwaben, Tochter des Königs Philipp von Schwaben
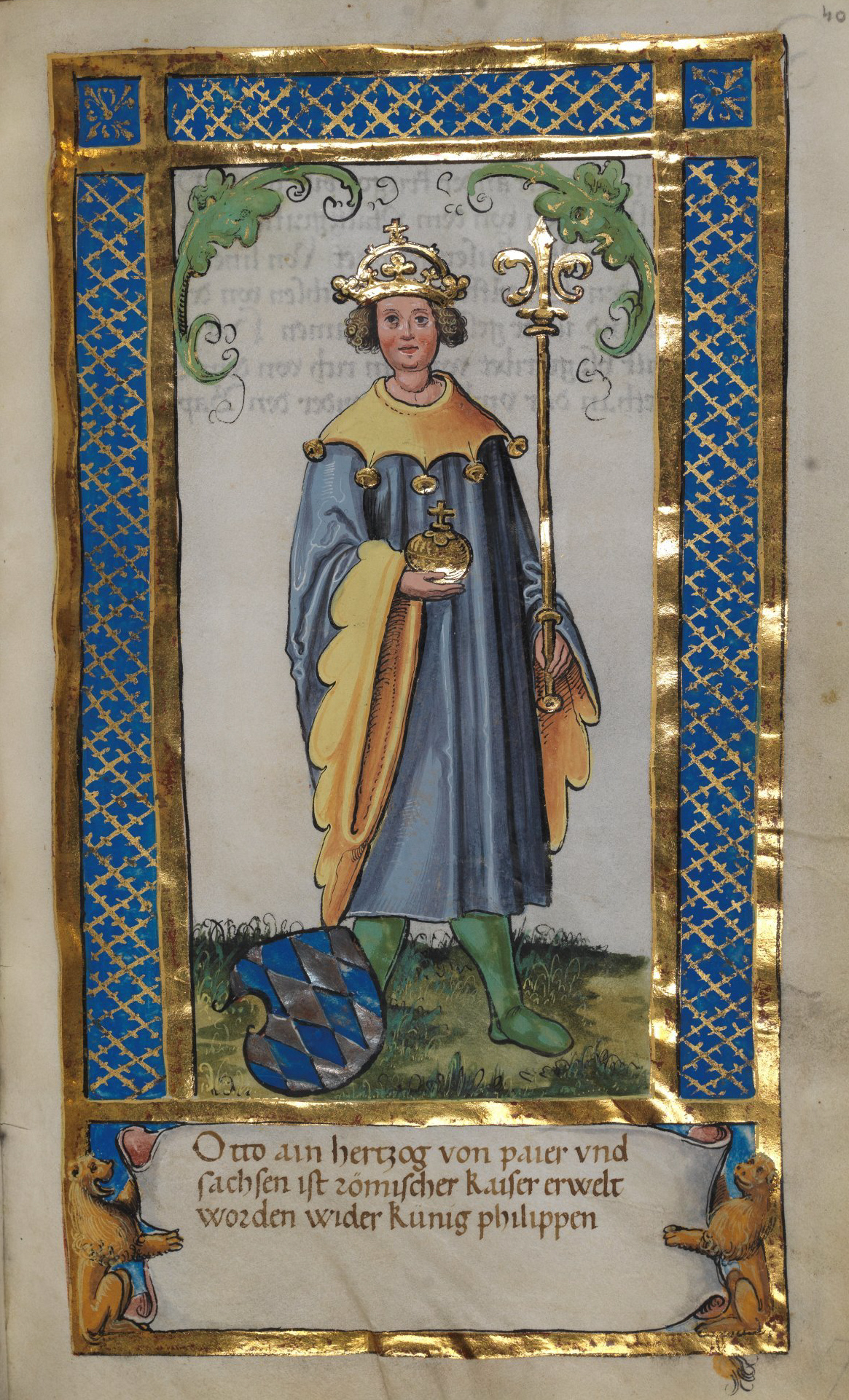
40r, Otto IV.
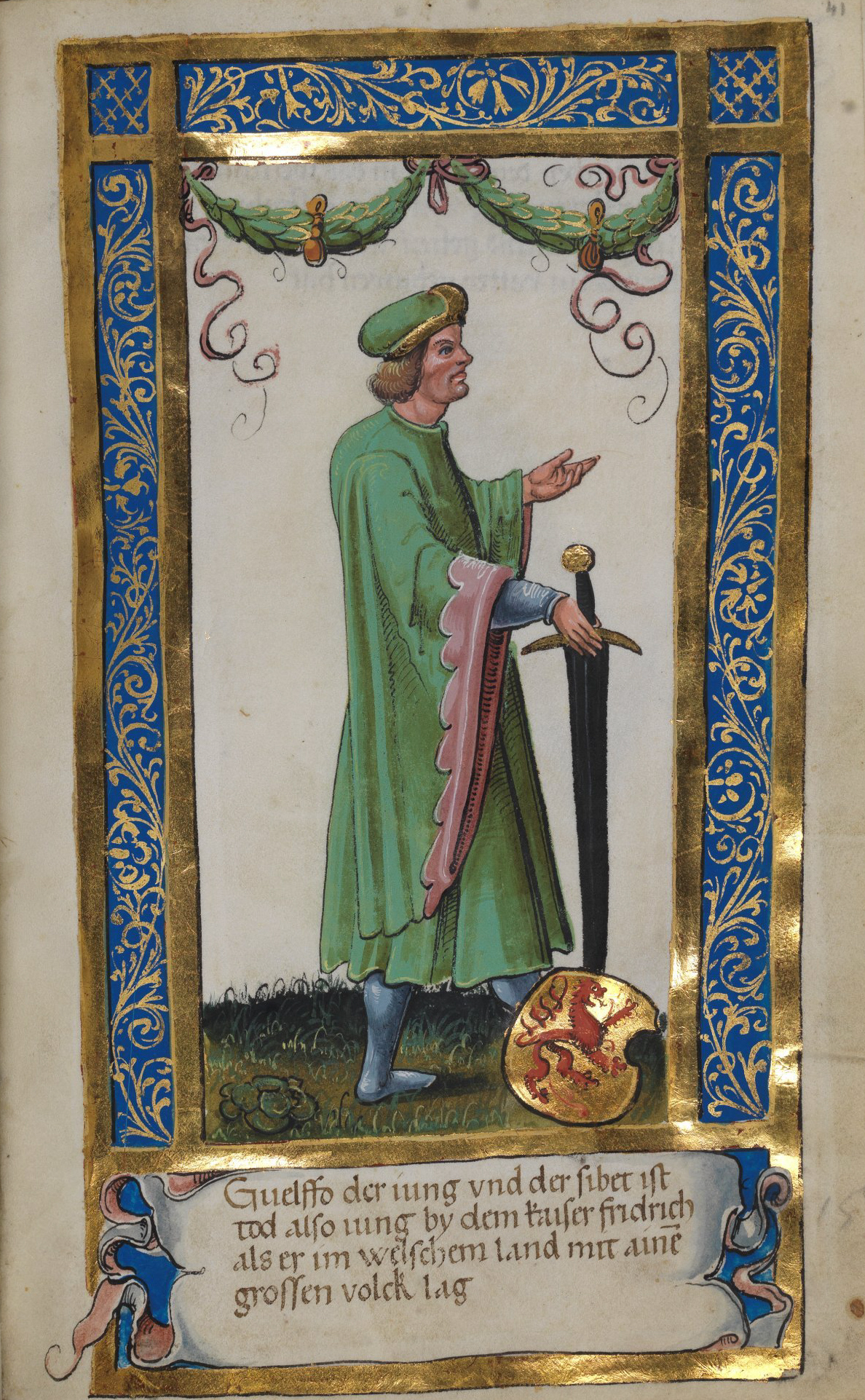
41r, Welf VII.
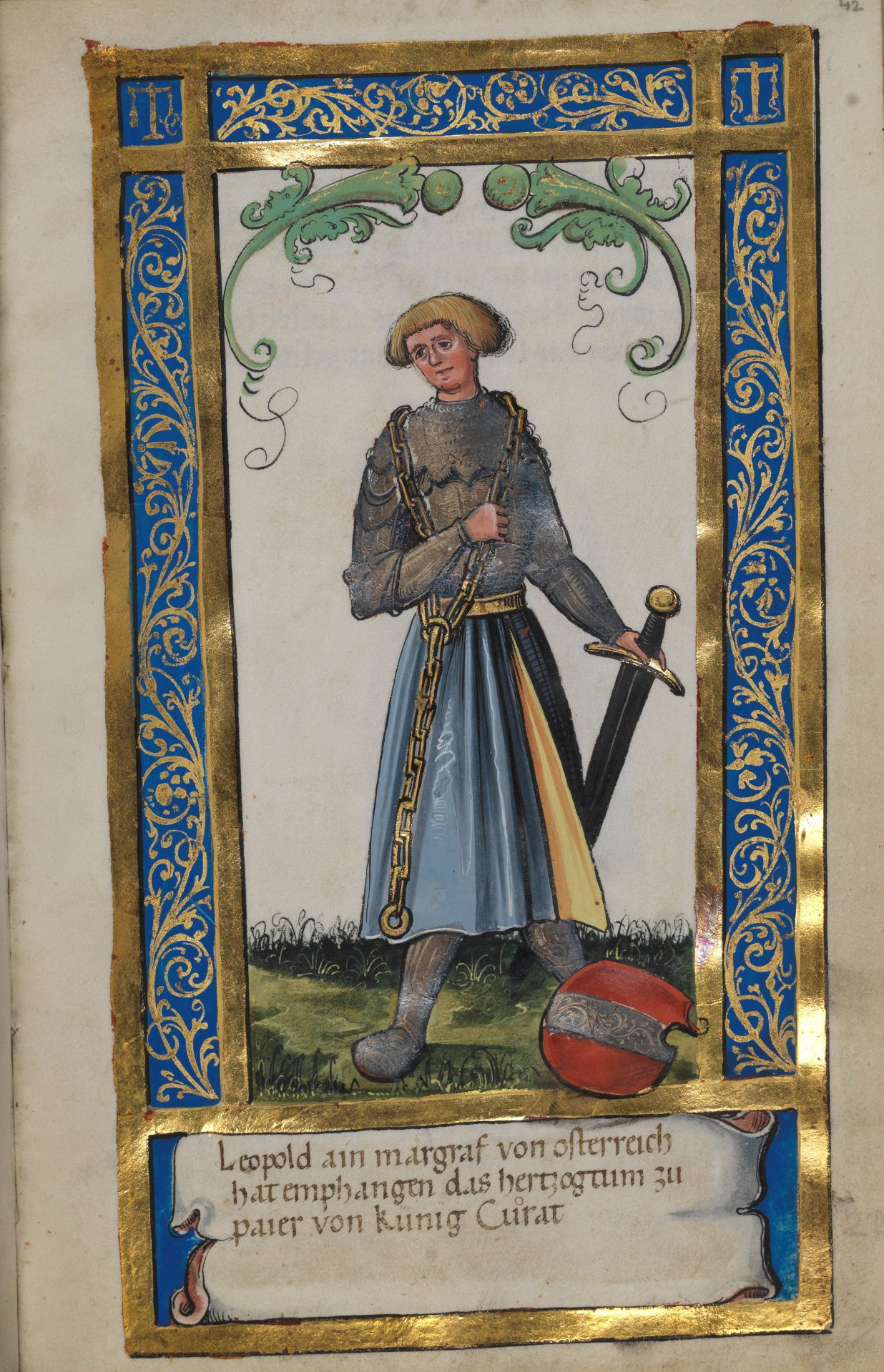
42r, Leopold IV. von Bayern, Markgraf von Österreich
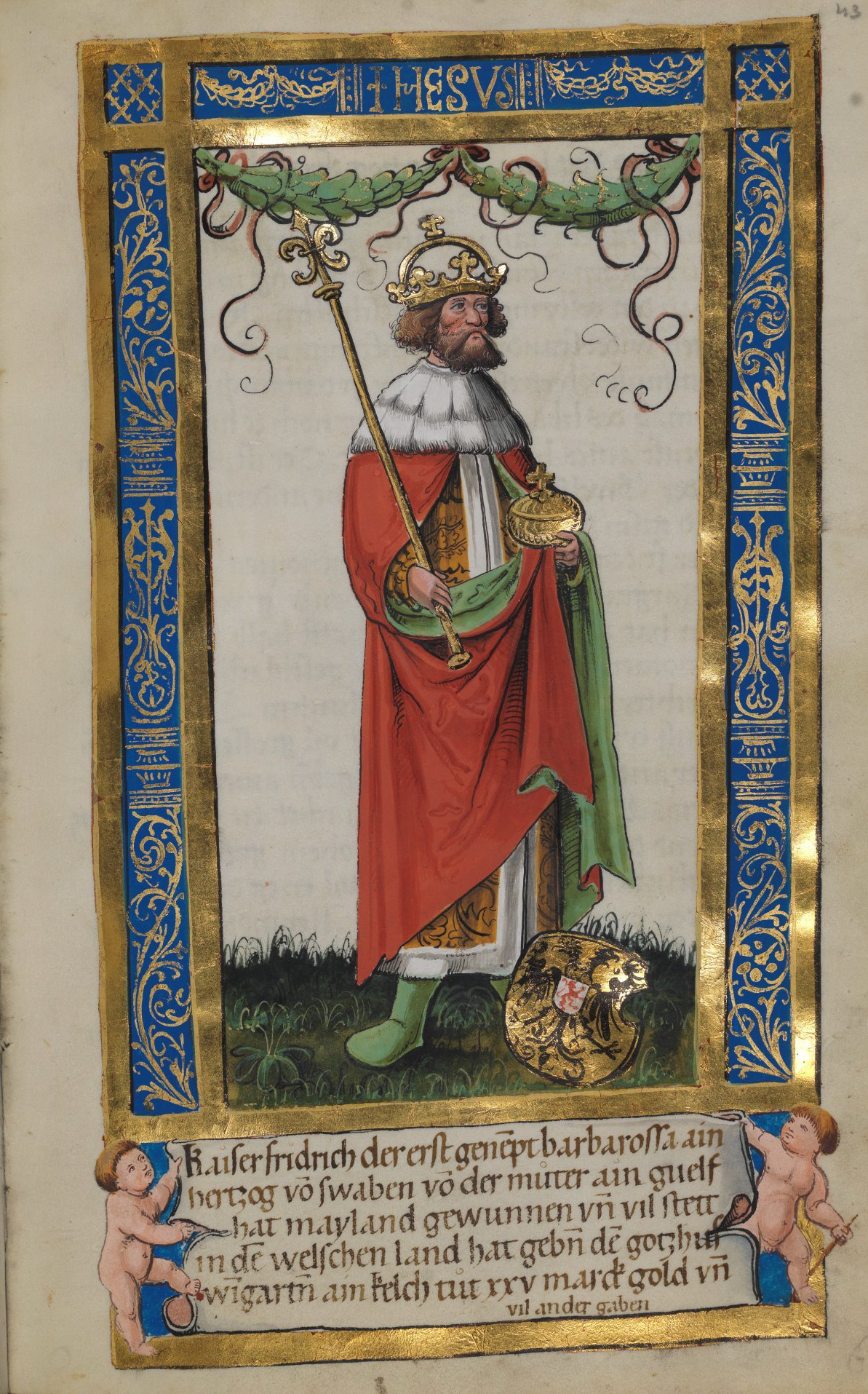
43r, Kaiser Friedrich I. Barbarossa (Staufer)
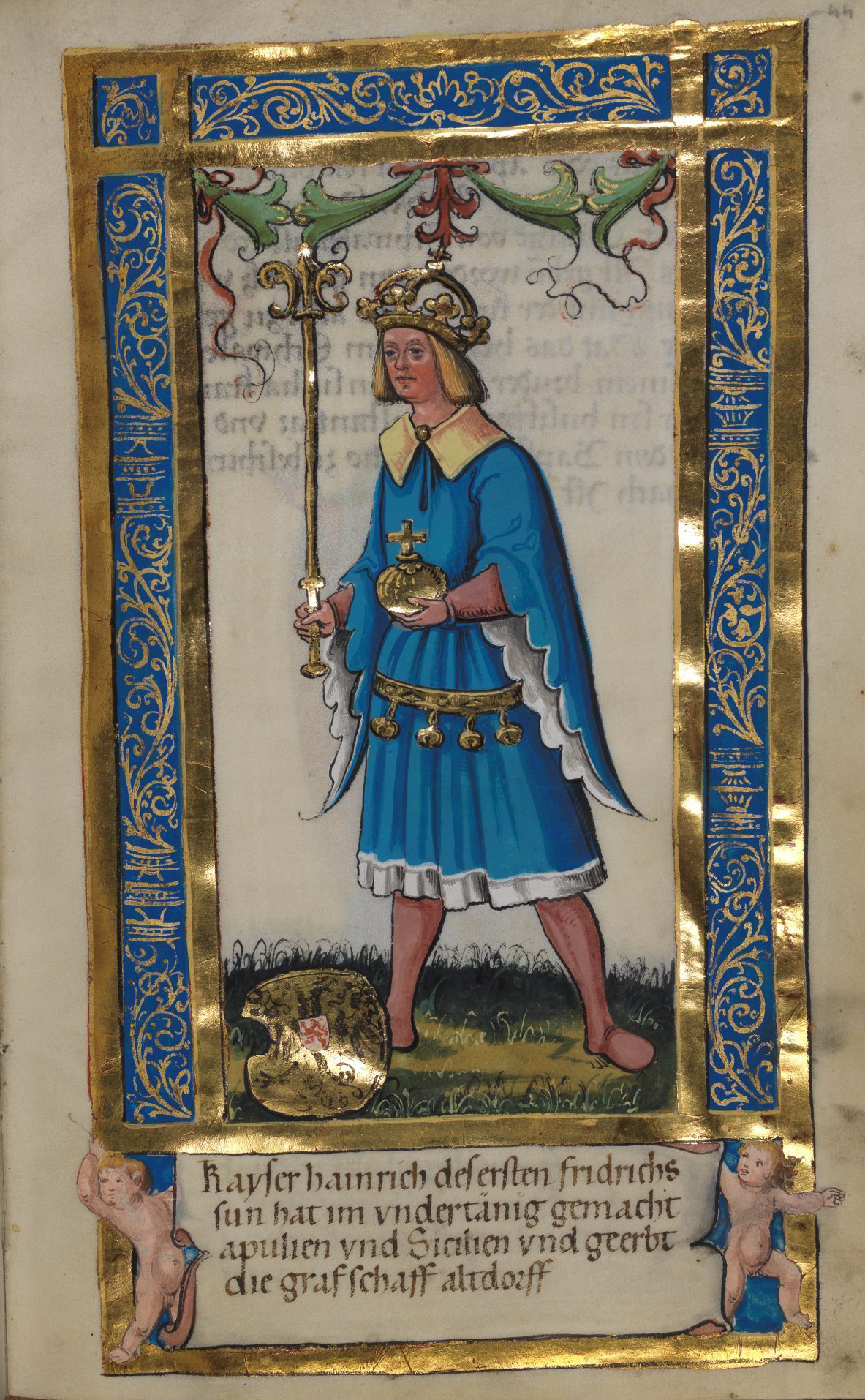
44r, Kaiser Heinrich VI. (Staufer)
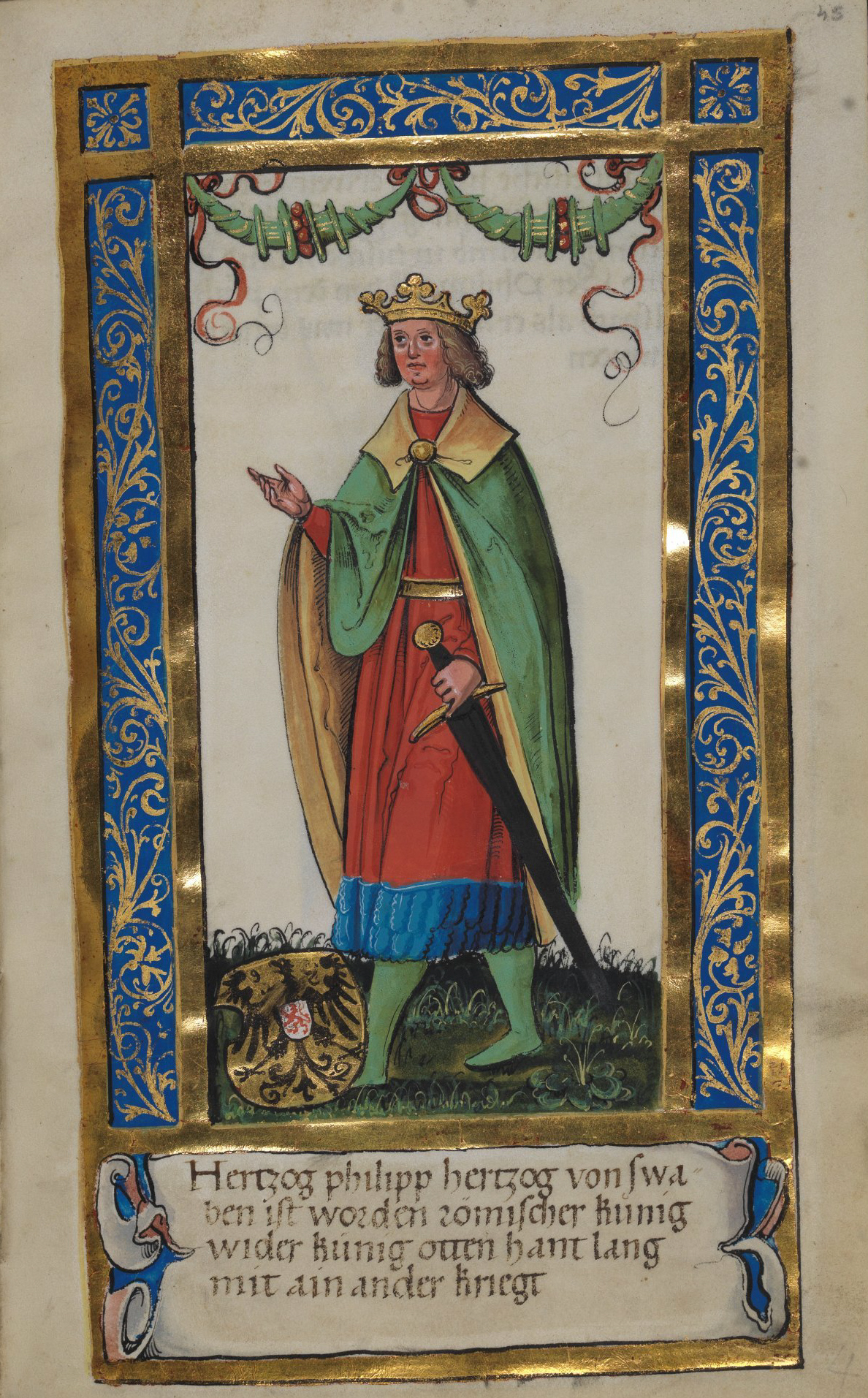
45r, König Philipp von Schwaben (Staufer)
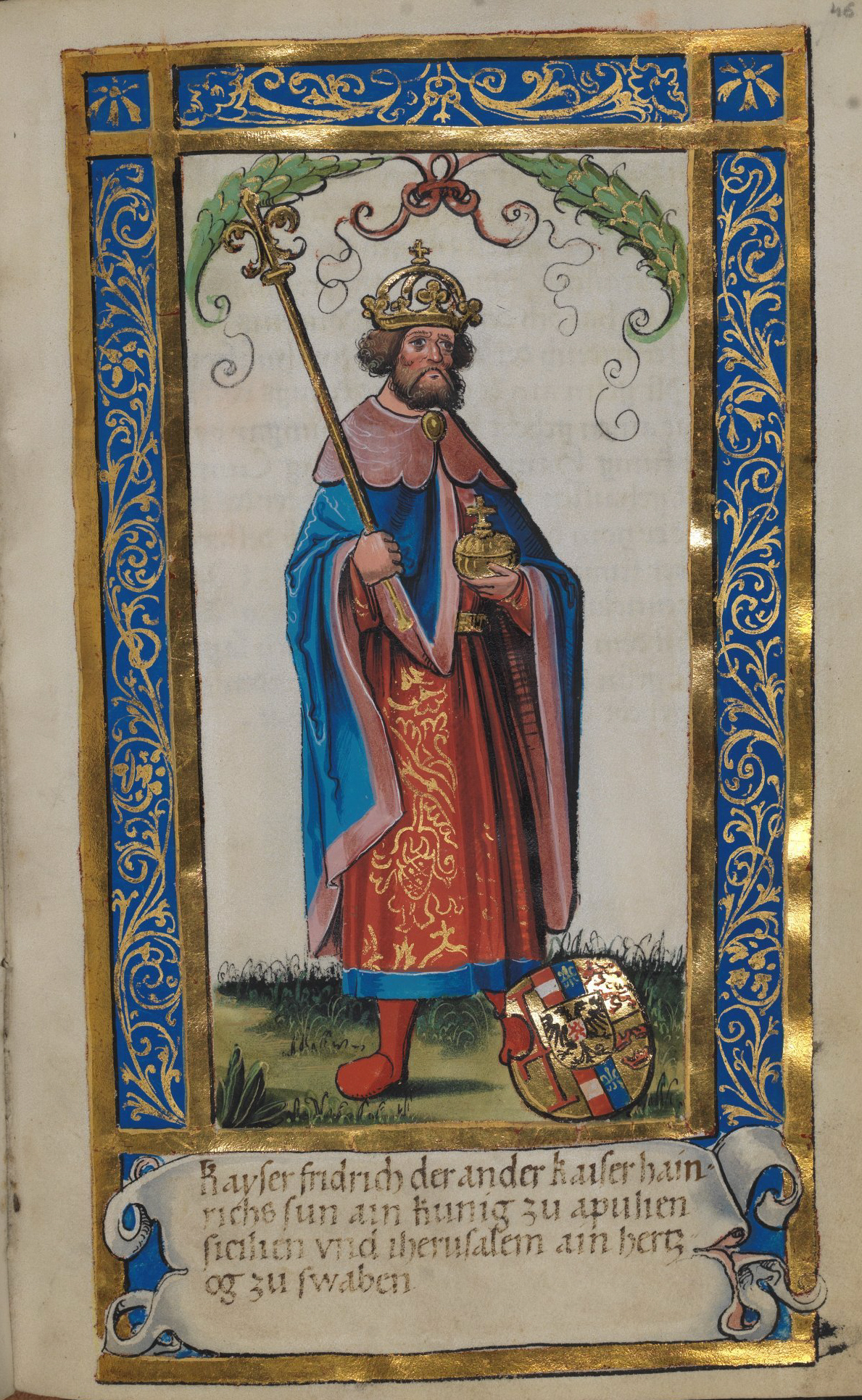
46r, Kaiser Friedrich II. (Staufer)
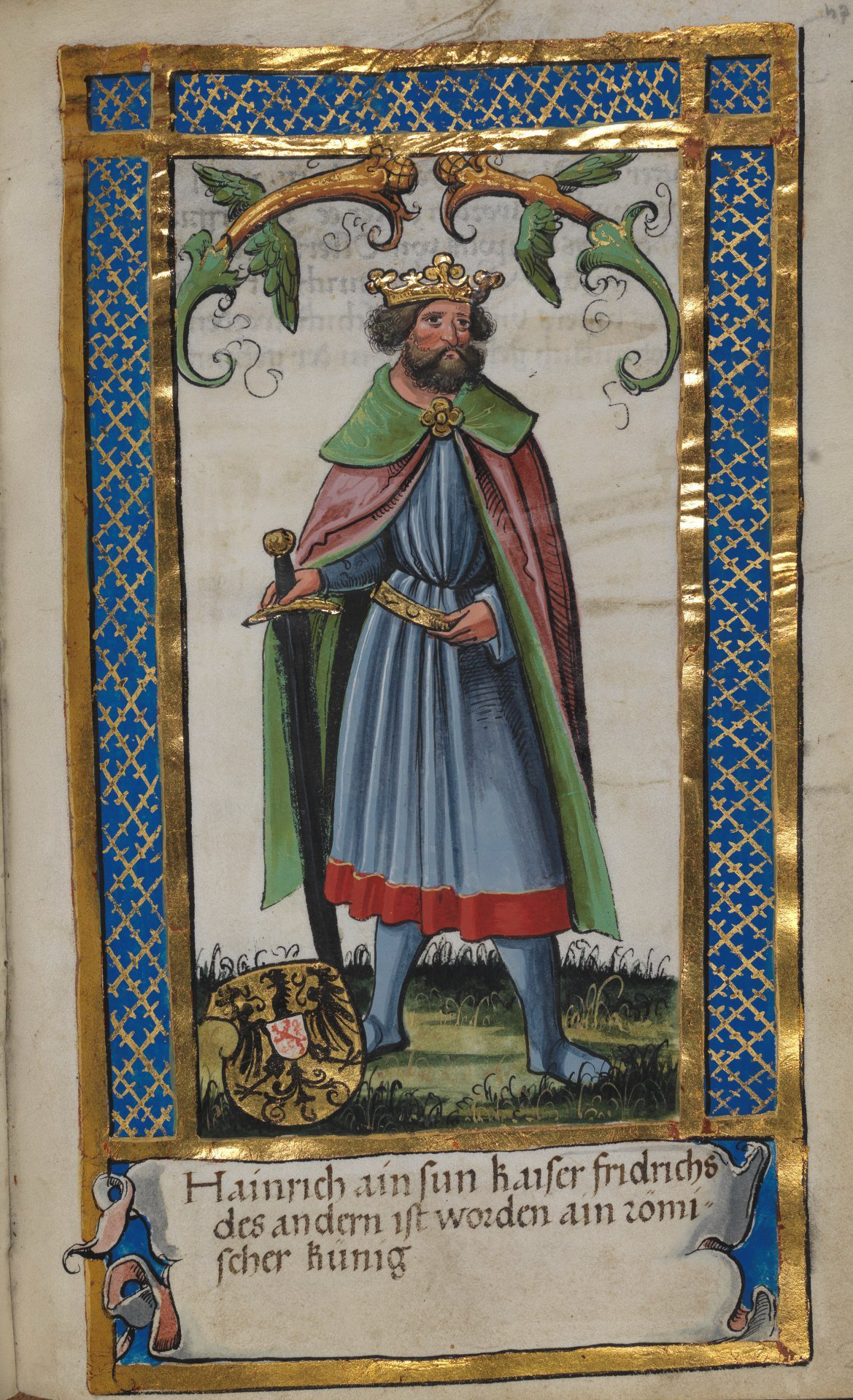
47r, König Heinrich (VII.) (Staufer)
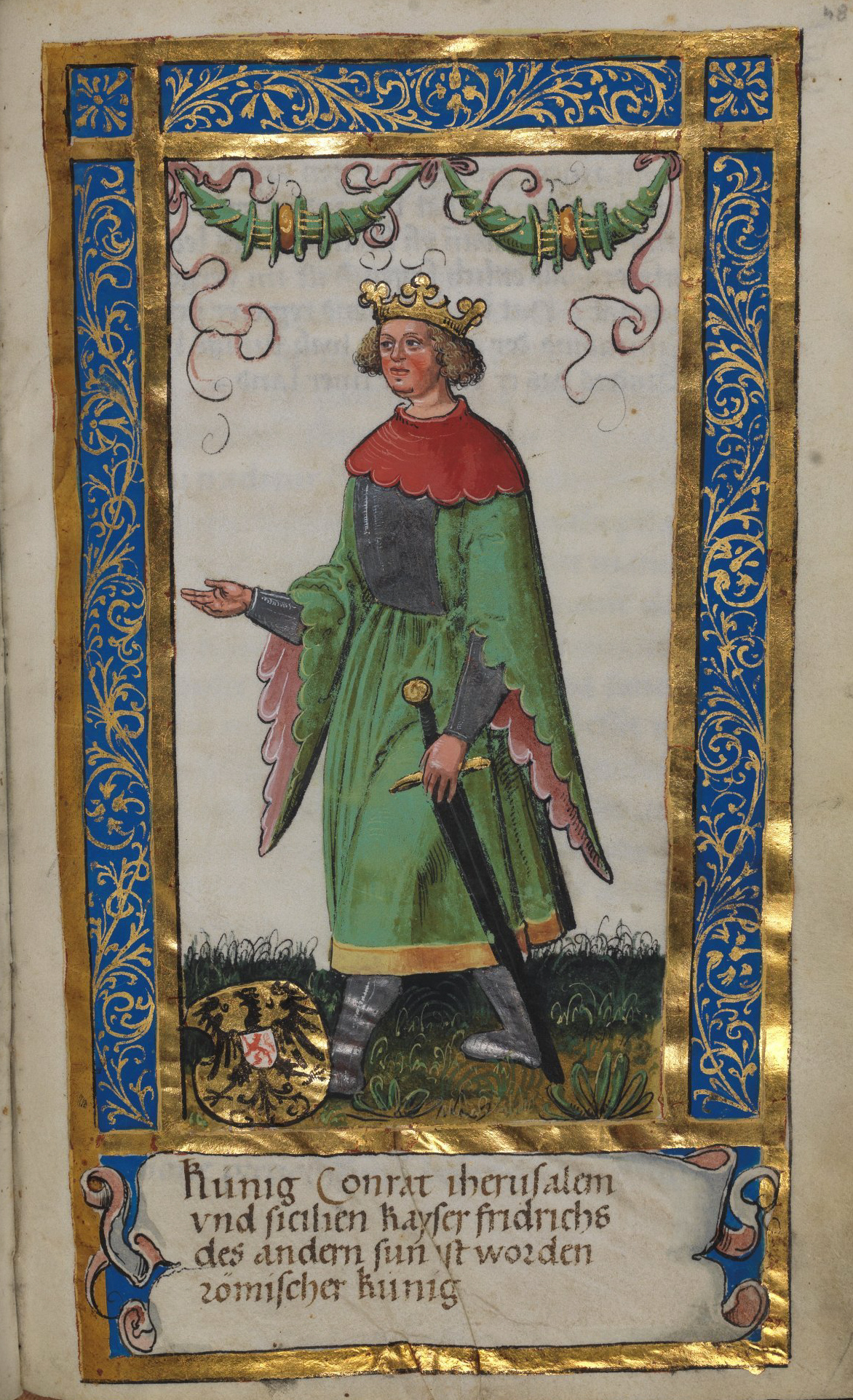
48r, König Konrad IV. (Staufer)